# Nationalpark La Campana
Der Nationalpark La Campana ist ein vom chilenischen Staat betriebenes, in der Region Valparaíso gelegenes Naturschutzgebiet. Es handelt sich um einen der repräsentativsten Naturparks für Flora und Fauna der chilenischen Zentralzone. Darüber hinaus wurde dieser Park zusammen mit dem Gebiet um den Peñuelas-See von der Unesco zum Biosphärenreservat erklärt. Seine Bedeutung ist vor allem dem „Palmenhain von Ocoa“ geschuldet, einem der letzten natürlichen Wälder mit chilenischer Palme (Jubaea chilensis), einer in Chile endemisch vorkommenden Art.

## Lage
Der Nationalpark La Campana befindet sich in Zentralchile im chilenischen Küstengebirge. Er umfasst ein Gebiet zwischen 32°55' und 33°01' südlicher Breite und zwischen 71°09' und 71°01' westlicher Länge. Aus Sicht der Verwaltungsregionen gehört er der Region Valparaíso an, nämlich den Provinzen Quillota und Marga Marga, genauer Teilen der Gemeinden Hijuelas und Olmué. Der Zugang über Granizo (Olmué) ist 60 km von Valparaíso, 160 km von Santiago und 29 km von der Stadt Quillota entfernt, während der Zugang über Ocoa etwas weiter von Valparaíso und Quillota entfernt ist(90 km bzw. 37 km), aber mit 112 km Entfernung etwas näher an der Hauptstadt liegt.

## Zugänge

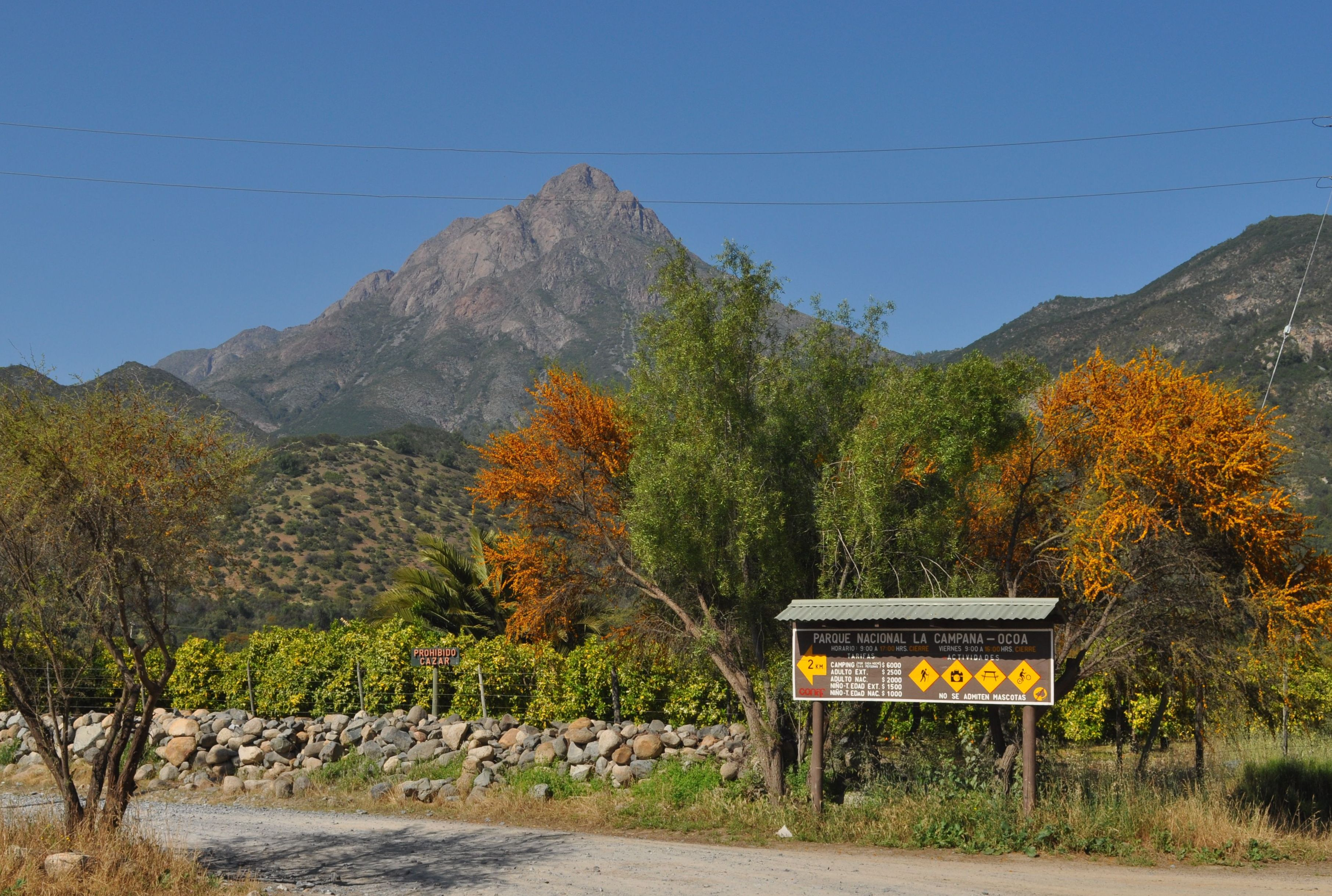
Parkeingang über Ocoa

Der Park verfügt über drei Haupteingänge:
Die Bereiche „Granizo“ und „Cajón Grande“ lassen sich über die Autobahn Ruta CH-62 erreichen, die Valparaíso mit La Calera verbindet, mit Ausfahrt in Limache und von dort weiter in Richtung Olmué. Diese Straße ist gepflastert und ganzjährig befahrbar. Von anderen Landesteilen lassen sich diese Bereiche auch über die Autobahn Ruta CH-5 oder Autopista del Aconcagua erreichen, mit anschließender Überquerung der Cuesta La Dormida und dann weiter auf der Straße nach Olmué und Granizo.
Ähnlich gestaltet sich die Anreise mit öffentlichen Verkehrsmitteln ab Valparaíso, wobei sich die Bus-Endhaltestelle 1 km vor dem Parkeingang im Bereich „Granizo“ befindet, während es von der Haltestelle Nr. 40 auf Av. Granizo bis zum Parkeingang im Bereich „Cajón Grande“ noch 3 km sind. Es gibt öffentlichen Personenverkehr ab Limache bis 1 km vor dem Zugang Cajón Grande.
Den Bereich Hijuelas (Ocoa), erreicht man über die Autobahn Ruta CH-5 oder Autopista del Aconcagua. Bei km 98 nimmt man eine Ausfahrt zur Ortschaft „Estación Ocoa“ (Ocoa Bahnhof) und durchfährt anschließend die Orte Maitenes, Rabuco und Hualcapo; von der Autobahn bis zum Parkeingang sind es 14 km.

## Wege, Pfade und Sehenswürdigkeiten

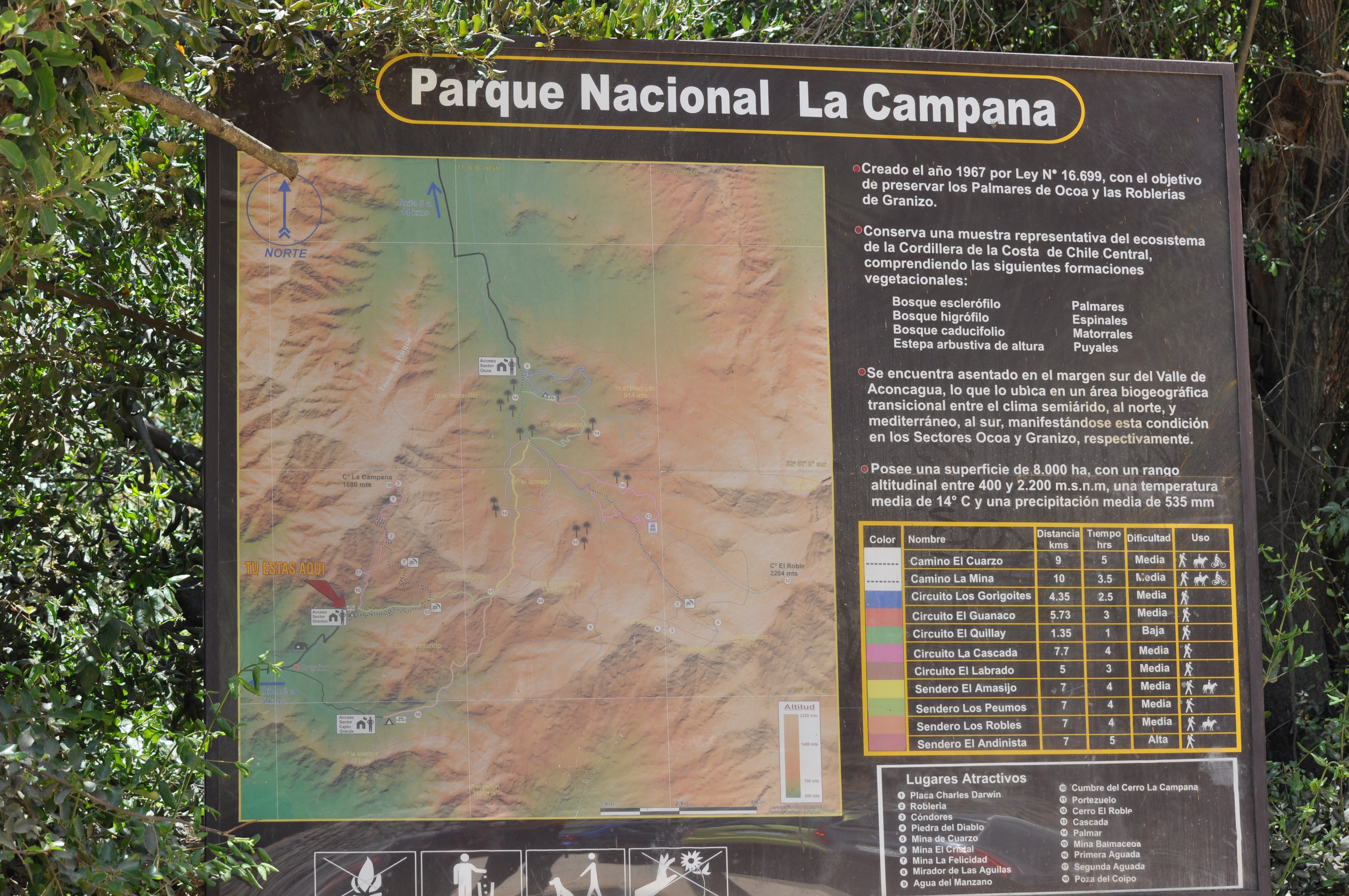
Informationstafel mit Wegen und Pfaden am Eingang Granizo

Sowohl am Eingang Granizo, wie auch bei den Eingängen zu den Bereichen Ocoa und Cajón Grande, gibt es Informationstafeln mit hinreichend präzisen Karten zu den Wegen und Pfaden, auf denen der Besucher den Gipfel des Bergs La Campana oder die anderen Sehenswürdigkeiten des Parks erreichen kann. Am Eingang Granizo werden beispielsweise 11 mögliche Besuchsrouten beschrieben, mit der jeweiligen Dauer in Stunden (zwischen einer und fünf), dem Schwierigkeitsgrad, der Gesamtstrecke in Kilometern und Hinweisen zur eventuellen Nutzung der Pfade zu Pferd oder mit dem Fahrrad. Dabei sollte beachtet werden, dass es sich, wenn nicht ausdrücklich von einem Rundgang die Rede ist, um Entfernungen in nur einer Richtung handelt, dass der Besucher also die doppelte Strecke und doppelte Zeit in Rechnung stellen muss, um eine Rückkehr bei Tageslicht sicherzustellen.
Abgesehen von den am häufigsten genutzten Pfaden (dem „Andinistenpfad“, dem „Rundweg El Guanaco“ oder dem Pfad „La Cascada“), existieren andere weniger bekannte Wege, die zu interessanten und fast unerforschten Orten führen. Dies ist der Fall des „Las Palmas“-Pfads, der durch die Quebrada de Los Ángeles („Engelsschlucht“) führt, einer schönen und feuchten Landschaft dichten hygrophilen Waldes. Ab dem Ende dieses Pfades besteht die Möglichkeit, zu Orten wie „El Agua del Manzano“ oder „Los Penitentes“ aufzusteigen, oder zu den Hochtälern im „Cajón Grande“. Ab hier sind die Pfade weniger offensichtlich zu erkennen (aber es besteht die Möglichkeit, die Dienste eines Viehtreibers als Führer in Anspruch zu nehmen).

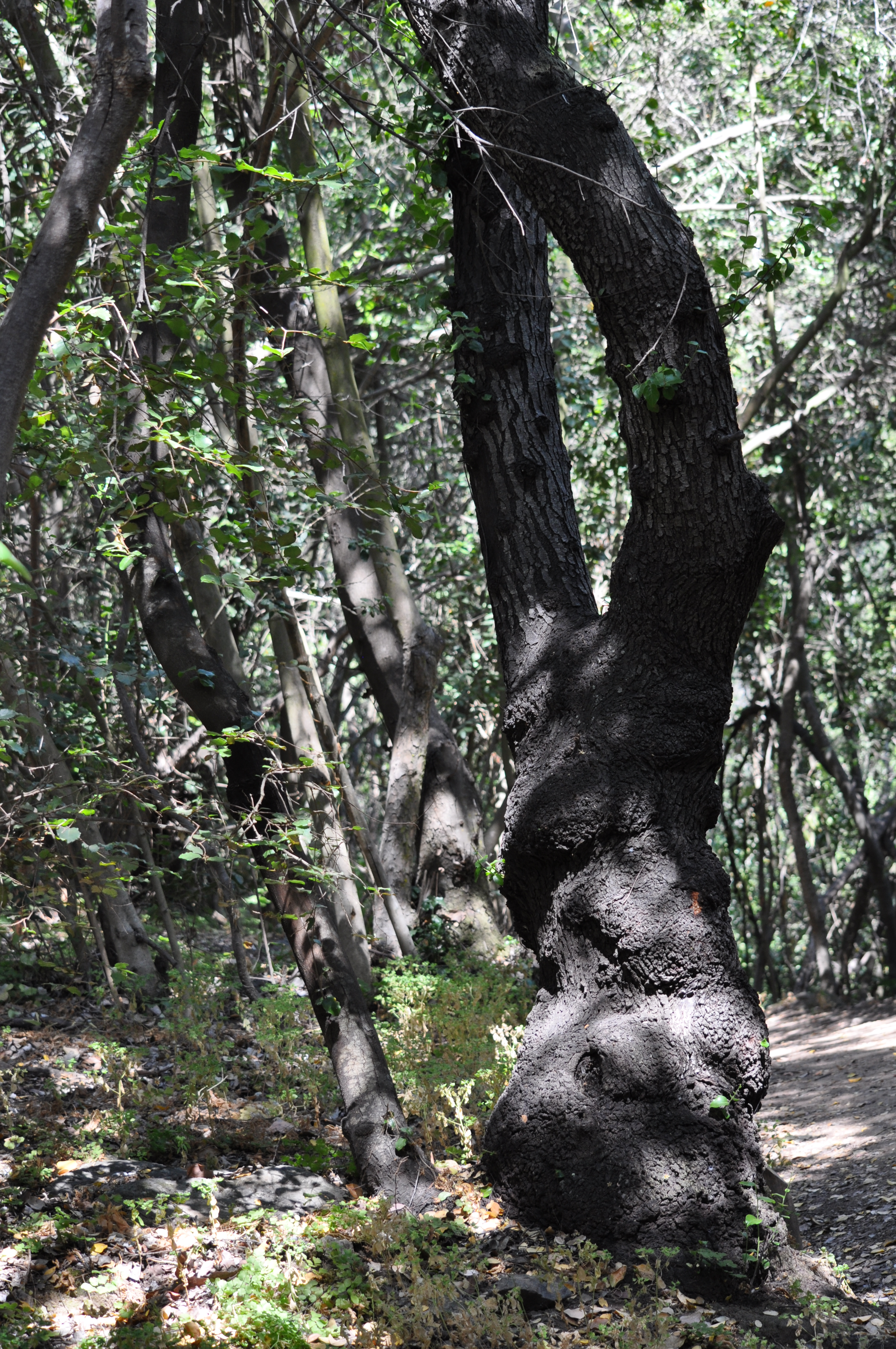
Ein altes Exemplar des Quillay (Quillaja saponaria) am Wegrand des Rundgangs „La Canasta“

Zur Planung eines Besuchs sollte davon ausgegangen werden, was man besichtigen möchte, wie viel Zeit zur Verfügung steht und wie fit die Teilnehmer sind.
Besucher mit einer sportlichen Bergsteigermotivation, oder die aus anderen Gründen den Gipfel direkt, in wenigen Stunden, auf einem sicheren, gut ausgeschilderten Weg erreichen wollen, wählen meist den „Andinistenpfad“ (Sendero del Andinista). Dies ist eine relativ einfache Route, auf der der Gipfel in fünf bis sechs Stunden erreicht werden kann (etwa drei bis zur Mine und weitere zwei bis drei von dort zum Gipfel, in Abhängigkeit von der Kondition). Vom Gipfel aus sieht man an klaren Tagen das gesamte Aconcagua-Becken, von der Andenkordillere bis zum Pazifik.
Wer Interesse hat, die chilenische Palme in ihrer ganzen Pracht zu beobachten, zu fotografieren oder zu studieren, wird meist dem „Amasijo-Pfad“ (Sendero El Amasijo) im Bereich Ocoa folgen, der durch den am dichtesten bewachsenen Palmenhain (113 Exemplare pro Hektar) zum Ocoa-Pass hinaufführt. Es ist auch möglich, einen Großteil des Parks, praktisch von einem Ende zum anderen, auf dieser Route zu durchqueren, wofür allerdings etwa zwölf Stunden erforderlich sind. Für diese Wanderung ist es notwendig, bei Sonnenaufgang vom Zugang in Ocoa aufzubrechen. Nach etwa sieben Kilometern (auf einfach zu bewältigenden Wegen) erreicht man den Pass, von wo aus noch einmal eine ähnliche Strecke bis zu einem der Zugänge auf der anderen Seite (Granizo oder Cajón Grande) vor einem stehen.
Der Rundweg „La Canasta“ im Bereich Granizo entspricht den Erwartungen für eine Inaugenscheinnahme der Flora im Park. Es handelt sich um einen kurzen Rundgang, der in weniger als einer Stunde durchgeführt werden kann (d. h. auch als Anfangsabstecher, bevor man beispielsweise den „Andinisten-Pfad“ einschlägt). Hier kann man eine großartige Vielfalt von Arten beobachten, die mit ihren wissenschaftlichen und ortsüblichen Namen beschildert sind, und darüber hinaus weitere Informationen zur Flora im Park aufgenommen werden, die auf Tafeln an den „Stationen“ des Rundgangs enthalten sind.

## Ortsnamen und Morphologie

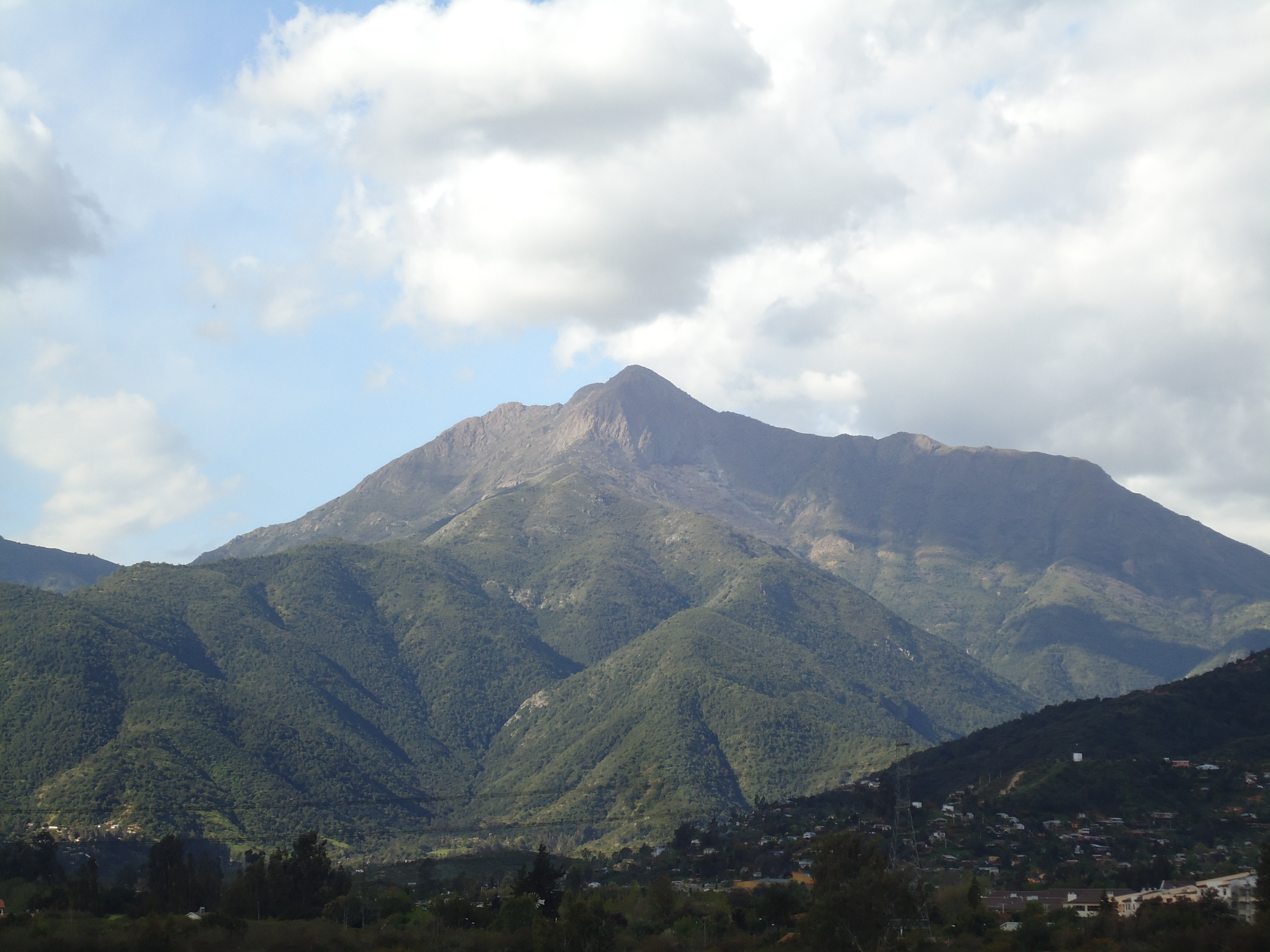
Ansicht des Bergs La Campana

Der Name des Parks verweist auf den Berg La Campana (1828 m ü. d. M.), dessen Name wiederum daher rührt, dass er vom Aconcagua-Tal aus gesehen die Form einer Glocke zu haben scheint. In der Umgebung des Nationalparks gibt es außerdem weitere Gipfel, die in der Landschaft hervorstechen, wie der Berg „El Roble“ (2222 m ü. d. M.), der seinen Namen den Buchenwäldern an seinen Hängen verdankt, die „El Litre“-Kuppe (1621 m ü. d. M.) und die „El Imán“-Spitze (2035 m ü. d. M.).
Die 8000 ha des Parks sind klar in drei Bereiche gegliedert: „Granizo“, „Palmas de Ocoa“ und „Cajón Grande“, die die drei Hauptbecken der Zone einnehmen. Das kleinere dieser Becken ist das von Granizo, dessen höchste Stelle vom Berg La Campana eingenommen wird und dessen niedrigste von der „La Troya“ genannten Talsohle (auf 600 m ü. d. M.). Die Wasserscheide zwischen diesem Becken und dem größeren von Ocoa verläuft über eine Bergkette, die die Kuppe von „El Litre“ mit einschließt und sich vom Berg La Campana bis zum Berg „Los Roblecitos“ (1280 m ü. d. M.) erstreckt. Das Becken von Cajón Grande liegt östlich von Granizo und südlich des Ocoa-Beckens. Es ist von letzterem durch die Wasserscheide getrennt, die die Berge El Roble und Los Roblecitos miteinander verbindet und weiter über die Gipfel der Berge „El Imán“, „Cerro Pedregoso“, „Cerro Sin Nombre“ und „Cerro Los Penitentes“ verläuft. Der Parkeingang in diesem Bereich liegt an der tieften Stelle des Beckens (300 m ü. d. M.). Der Ocoa-Pass (auch bekannt als „Puerta Ocoa“, das „Ocoa-Tor“), verbindet das Tal von Cajón Grande mit einem der Quelltäler des Ocoa-Beckens.
Aus geologischer Sicht besteht der älteste Teil von La Campana in der Bergkette, die sich von „Las Campanitas“ bis „Santa Teresa“ erstreckt und aus den kristallinen Felsen des Batholithen besteht, der die Lo-Prado-Formation intruierte (letztere aus vulkanosedimentärem Gestein aus der Unterkreide).

## Bergbau, Lagerstätten und Mineralisierung
Die Erzlagerstätten im Nationalpark La Campana stehen hauptsächlich mit jener vulkanosedimentären Gesteinsfolge der Formation Lo Prado in Verbindung, wodurch ihre Lage entlang einer im Süden und Südwesten des Cerro La Campana verlaufenden Linie bestimmt wird:
- Mine „Hierro“: mit Mineralisierung aus Magnetit, Hämatit, Pyrit und Chalkopyrit.
- Mine „Guanaco“: Chalkopyrit, Magnetit und Pyrit.
- Mine „Pronosticada“: Zinkblende, Chalkopyrit, Galenit, Arsenopyrit, Dyskrasit (ein seltenes Silbererz) und Enargit.
- Mine „Felicidad“: Chalkopyrit, Pyrit, Molybdänit, Zinkblende, Magnetit und Gold.
- Mine „Veta Grande“: Chalkopyrit, Pyrit, Arsenopyrit und Pyrrhotin.
- Mine „Opositora“: Chalkopyrit, Bornit, Chalkosin, Magnetit, Molybdänit, Gold und Silber.[5]

Außer diesen auf einer Linie gelegenen Minen existieren auch einige unregelmäßig angeordnete Lagerstätten in der Umgebung des Cerro El Roble.

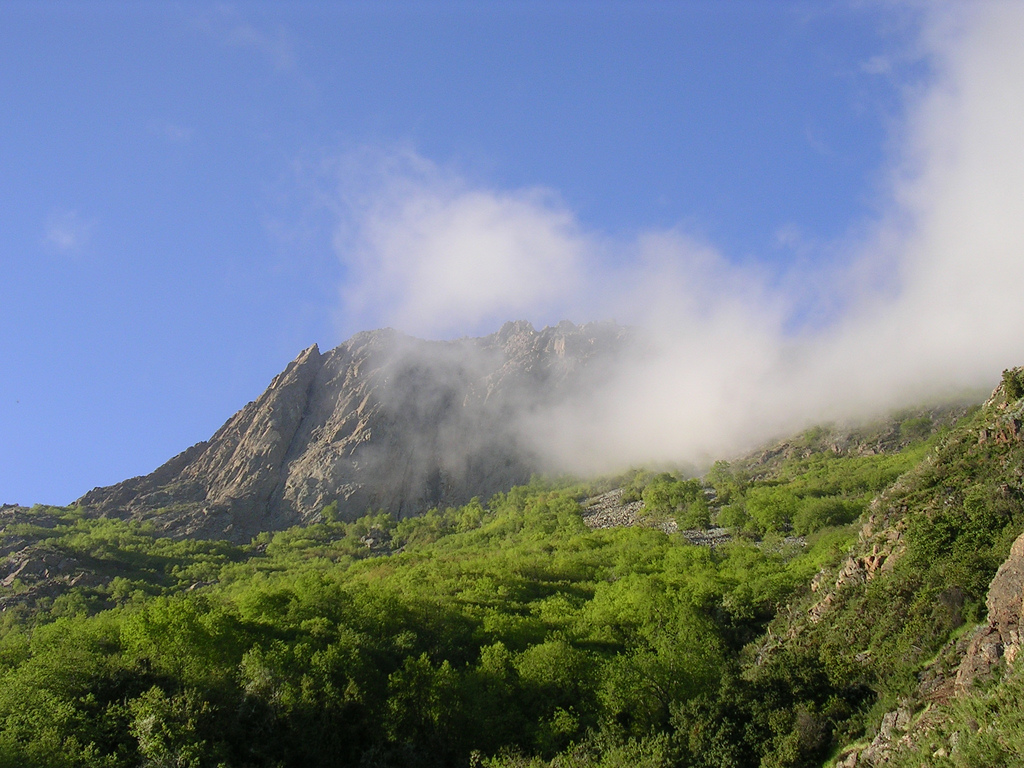
La Campana: Beim Anstieg auf dem Wanderweg sieht man die flache Erscheinung des Gipfels, die zur Entstehung der Legende anregte.

Das Bergbaugewerbe auf dem Gebiet des Parks ist ausgesprochen alt, bis hin zu einem gewissen legendären Charakter. Die Ureinwohner (Picunche) waren mit der Tätigkeit der Konquistadoren auf Goldsuche an ihrem heiligen Berg, La Campana, ziemlich unzufrieden. Die Machi (Schamaninnen) entwickelten Strategien, um den Störenfrieden in „Gulmué“ (Olmué) zu begegnen. Mittels einer magischen Beschwörungsformel, so will es die Legende, hätten die Zauberer versucht, das Edelmetall an der Spitze des Bergkegels verschwinden zu lassen, der seinerzeit den Gipfel von La Campana krönte. Hierzu hätten sie Blitze auf den Berg fallen lassen, um den Bereich des Goldes zu zerstören (den nicht existierenden Bergkegel auf dem Gipfel von La Campana) und seither habe dieser Gipfel die flach anmutende Gestalt, wie wir ihn heute kennen. Dieser magische Eingriff der Picunche habe die Konquistadoren von ihrer Suche abgebracht. Angesichts der Unmöglichkeit, nach der indianischen Beschwörung noch Gold zu finden, hätten sie die Gegend verlassen.
Wie im folgenden Abschnitt zur Geschichte des Parks weiter behandelt wird, ist diese Version der Legende nur ein Ausdruck des Wunsches der einheimischen Bevölkerung, die wenig mit den tatsächlichen Ereignissen zu tun hat. Tatsache ist stattdessen, dass hier schon immer Bergbau betrieben wurde. Nachdem Pedro de Valdivia die Einheimischen unterworfen hatte, nahm der Bergbau sehr zu und hielt die Kolonialzeiten durch an. Nach Chiles Unabhängigkeit wurde er fortgeführt und ab Mitte des 19. Jahrhunderts industriell geführt. Mit dem Auf und Ab der Metallpreise in der Aktivität schwankend hielt er sich noch bis zum Ende des 20. Jahrhunderts.

## Geschichte

### Erste Besiedlung
Verschiedene archäologische Funde – Reste keramischer Utensilien, Lochsteine, Mörser und Stößel – sind ein Beweis für die Existenz früher menschlicher Ansiedlungen auf den Ebenen zwischen Quellen und Schluchten im Gebiet des heutigen Parks. Zu Anfang bewohnten das Gebiet zwei Kulturen aus der frühen Bauern-und-Töpfer-Zeit (periodo agroalfarero temprano): die Kultur der Llolleo (zwischen 300 und 900 u. Z.) und die der Bato, wenngleich die Funde letzterer Tradition spärlicher sind und die Beweislage schwächer (nur Keramikfragmente). Später, ab 900 u. Z. und bis zur Ankunft der Spanier, gibt es reichlichen Nachweis für die Besetzung von Teilen des Gebiets von La Campana durch die Aconcagua-Kultur (späte mittlere Bauern-und-Töpfer-Periode).
Unter allen prähispanischen Überresten verdienen insbesondere die im Bereich La Campana vorhandenen „Tassen-Steine“ besondere Aufmerksamkeit, das sind kuriose konkave Vertiefungen, die in große Felsen eingebracht wurden, und die denen gleichen, die sehr viel weiter nördlich im Valle del Encanto (Zaubertal) zu finden sind. Noch sind sich die Archäologen nicht über die Funktion dieser Aushöhlungen einig und es sind sowohl rituelle Zwecke angeführt worden, wie auch eine eher praktische und häusliche Verwendung, sei es zur Speicherung von Wasser und Nahrung, oder als Mahlsteine.
Was jedenfalls doch mit einiger Sicherheit behauptet werden kann, ist, dass der Fund einer großen Anzahl von Mörsern, Stößeln und anderer Artefakte für die Bedeutung der Früchte der chilenischen Palme, sowie auch der Frucht der „Haselnuss“ (Beilschmiedia miersii) und des Peumo (Cryptocarya alba) als Nahrung dieser Ureinwohner betrifft. Was Fleisch betrifft, so bietet die aktuelle Fauna immer noch Arten an, die seinerzeit als Nahrungsquelle hoch geschätzt wurden (beispielsweise das Degu und die Vizcacha), aber zweifelsohne war damals im Gebiet des Parks das heute hier ausgestorbene Guanako das wichtigste Wild.

### Nach Ankunft der Spanier
Das anfängliche Interesse der Spanier an dieser Zone war weitab von Botanik, Anthropologie oder der Schönheit des Landes: Die Spanier hatten es zur Enttäuschung von Pedro de Valdivia nicht vermocht, Gold im Reich zu finden. Nach der Gründung von Santiago und der Niederwerfung der Ureinwohner in der Zentralzone Chiles sah sich der Kriegshäuptling der Picunche, Michimalonco, gezwungen, die Truppen Valdivias zu den Goldwäschereien am Estero Marga Marga zu führen (die nahe an dem Gebiet des jetzigen Parks liegen), die den Konquistadoren bis dahin unbekannt geblieben waren. Die Reise folgte wahrscheinlich einem Seitenarm des Inkawegs, der den La Dormida-Pass bis zum Marga-Marga-Tal überquerte. Valdivia hatte die indianische Bevölkerung der Zentralzone unterworfen, wodurch er die Ausbeutung der Gold-Ressourcen mit sehr viel mehr Arbeitskräften organisieren konnte, wodurch sich die Goldquellen im Tal alsbald zu erschöpfen begannen, weshalb die Goldsuche auf angrenzende Gebiete ausgeweitet wurde, einschließlich Quillota und andere nahegelegene Zonen (wie Til Til, Colina und Lampa). Etwa 1560 brachte die begierig betriebene Goldsuche die Spanier zu den Hängen der Küstenkordillere. Auch in Olmué und Limache wurden Erzsuche und Bergbau getrieben, bei denen es sich im folgenden Jahrhundert nicht mehr nur um Gold handelte. Der Abbau von Kupfererzen gewann zunehmend an Bedeutung, ebenso wie der anderer Metalle und Rohstoffe, die im Gebiet vorkamen.
Das Wachstum des Bergbaus im XVIII. Jahrhundert und seine Ausrichtung auf Kupfer lässt sich anhand der beim Cabildo von Santiago eingegangenen Anträge belegen. Dort wurden die im Bereich La Campana entdeckten Erzvorkommen eingetragen und die betreffenden Schürferlaubnisse erteilt. So heißt es beispielsweise in der Petition eines Don Alonso Guerrero:

«…en el Cerro La campana, en un paraje nombrado «Las Catas de Ulloa», he descubierto una mina trabajada desde inmemorial tiempo de metales de cobre.»

„…am Berg La Campana, an einer „Las Catas de Ulloa“ genannten Stelle, habe ich eine seit undeklicher Zeit betriebene Mine mit Kupfermetallen entdeckt.“

### Seit der Unabhängigkeit Chiles

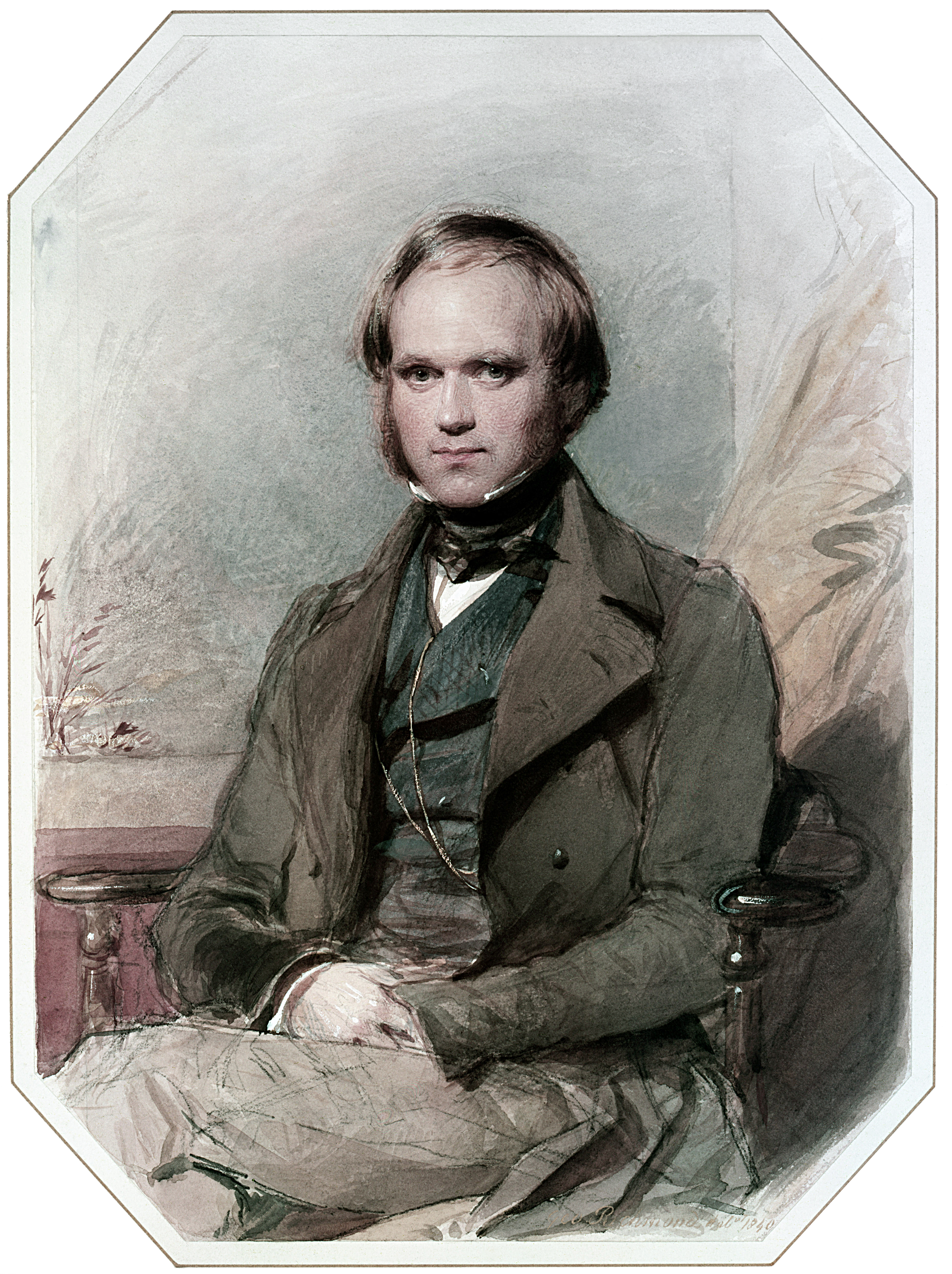
Charles Darwin, Porträt von 1830

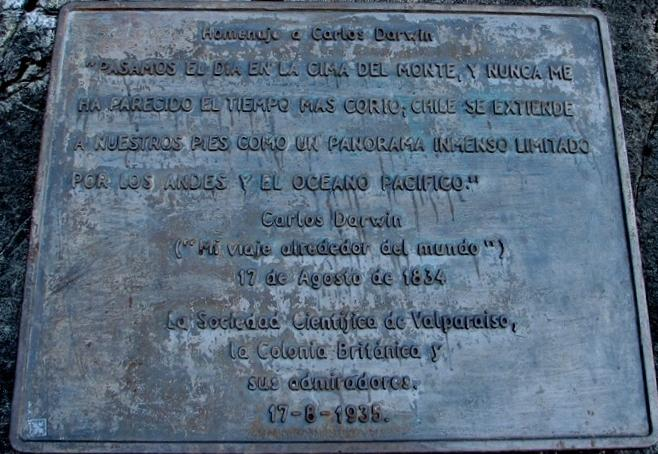
Gedenktafel zur Expedition von Charles Darwin im 19. Jahrhundert

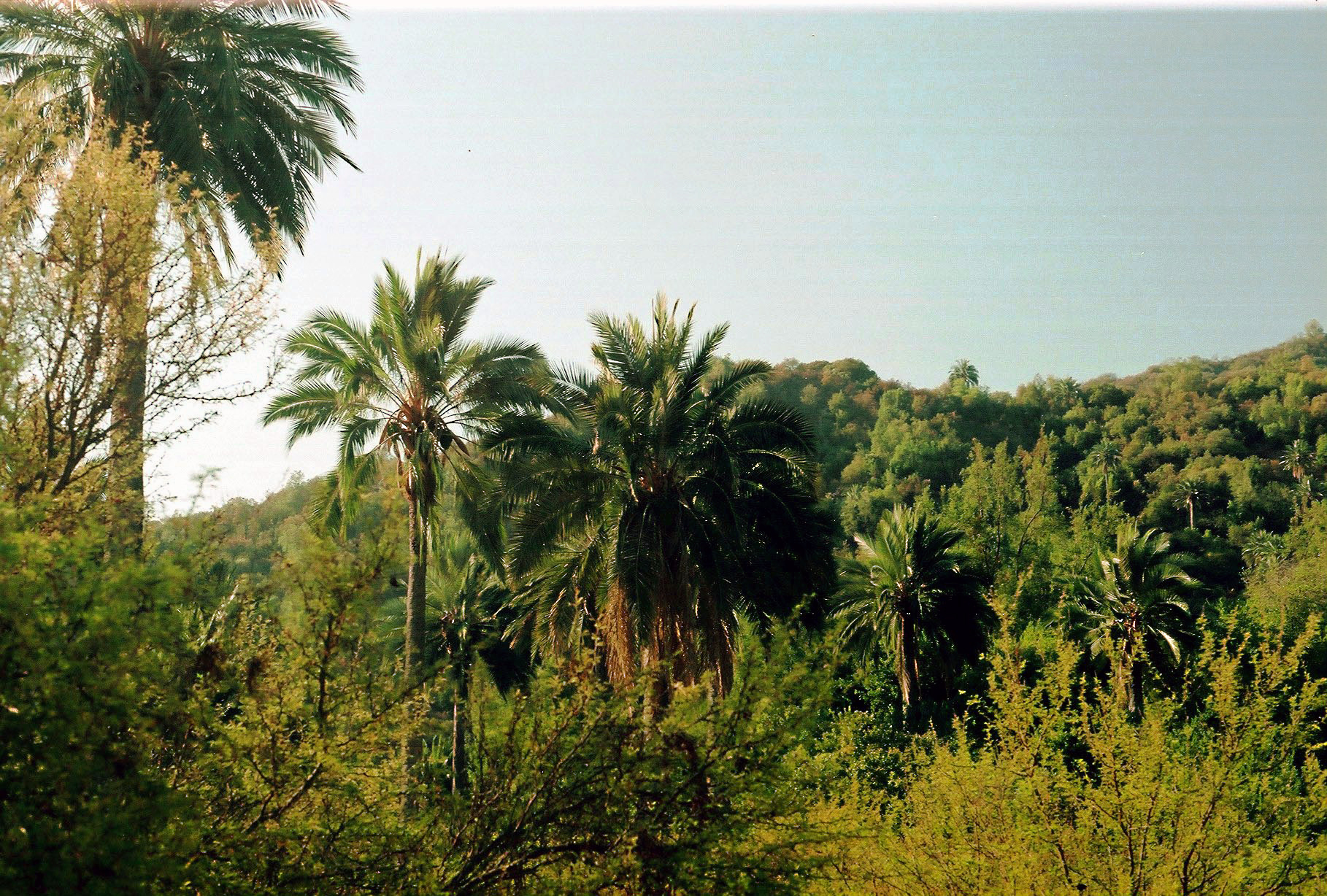
Bereich Palmas de Ocoa

Am 17. August 1834, erreichte Charles Darwin (zweifelsohne der berühmteste Besucher der Landschaft des heutigen Nationalparks) den Gipfel des Bergs La Campana, nach zweitägigem Ritt und Fußmärschen auf Wegen, die damals weitaus schwieriger waren als heute. In der Nähe des Gipfels, etwas oberhalb der Mine, am Beginn der als „La Gotera“ bekannten Felsspalte, erinnert eine Gedenktafel an Darwins Expedition. Der berühmte Naturforscher beschrieb hier in der Gegend erstmals mehrere Arten. Seine Expedition ist ein Meilenstein in der Geschichte dieses Naturparks und ein wichtiger Faktor für seine Anerkennung als Naturschutzgebiet.
Zeitgleich zum erwachenden wissenschaftlichen Interesse erfuhr der Bergbau im Umkreis von La Campana im 19. Jahrhundert neuen Aufschwung, nachdem mit dem Ende der Unabhängigkeitskriege in Chile eine politisch und wirtschaftlich stabilere Lage eingekehrt war. Hervorgerufen wurde dieser Aufschwung durch den bemerkenswerten Anstieg des Kupferpreises, der ab 1830 beständig zu verzeichnen war. Die nunmehr definitiv industrielle Ausbeutung der Lagerstätten begann Mitte des 19. Jahrhunderts, aber erreichte ihren Höhepunkt erst im darauf folgenden Jahrhundert mit der 1920 erfolgten Gründung der „Compañía Minera e Industrial La Campana“, einer Gesellschaft privaten Rechts, der 26 Minen am Berg gehörten. Obwohl diese Gesellschaft infolge des Zweiten Weltkriegs in finanzielle Schwierigkeiten geriet, wurde auf dem Gebiet des heutigen Parks weiter Bergbau getrieben. Beispielsweise existieren Belege, aus denen hervorgeht, dass die Pronosticada-Mine (am Andinista-Pfad gelegen und heutzutage als „Die Mine“ bekannt) noch 1948 große Mengen Erz mit gutem Metallgehalt förderte: 3,5 % Kupfer und 10 % Zink. Darüber hinaus habe es im vergangenen Jahrhundert noch Erträge von 60 Gramm Silber und 2 Gramm Gold pro Tonne gegeben. Anderen Autoren zufolge sei der Bergbau erst zu Anfang der 1970er Jahre wieder aufgenommen worden.
Andererseits war die Bedeutung des heutigen Parkgebiets für die Erhaltung der biologischen Vielfalt seit den 1930er Jahren, also schon mehrere Jahrzehnte bevor es als Nationalpark zum Naturschutzgebiet erklärt wurde, von mehreren Wissenschaftlern, Biologen und Botanikern, beschrieben worden. Unter anderen Initiativen hatte der Botaniker Gualterio Looser Schallemberg 1936 auf einem Wissenschaftskongress einen Vorschlag zum Schutz des Palmenhains von Ocoa und der Südbuchenwälder am Berg La Campana gemacht. Von Erfolg gekrönt wurde jedoch die Kampagne für den Erhalt des Areals, die 1964 von Agustín Garaventa, einem bekannten Botaniker aus Limache, und Álvaro Valenzuela, dem damaligen Vorsitzenden der Wissenschaftlichen Gesellschaft von Valparaíso, angestoßen wurde. Ein vom Abgeordneten Eduardo Ballesteros eingebrachter Gesetzesentwurf wurde 1967 angenommen und am 17. Oktober jenes Jahres trat das Gesetz Nr. 16699 in Kraft, durch welches der Nationalpark eingerichtet wurde. Dieses Gesetz, das die Unterschriften des damaligen Präsidenten der Republik Chile, Eduardo Frei Montalva und von Bernardo Leighton, dem damaligen Innenminister, trug, beschränkte sich darauf, den „La Campana“ genannten Berg zum Nationalpark zu erklären, legte die Grenzen des Naturschutzgebiets aber nicht eindeutig fest.
Während der Regierung von Salvador Allende wurde 1971 vom Präsidenten ein Gesetzentwurf unterzeichnet, in dem die Grenzen des Parks festgelegt wurden. Dem zufolge umfasste er die Ländereien der Güter „Hacienda de Las Palmas de Ocoa“, „Fundo El Bosco“, „Las Palmas de Llay Llay“ y „Vichiculén“, die Südbuchenwälder von Caleu, die Palmenhaine von Quebrada de Alvarado, das Gut „Fundo Ojos Buenos“ und die Ortschaft Granizo. Das Gesetz, das nie (vom Parlament) in Kraft gesetzt wurde, hätte für den Park eine Gesamtfläche von 16000 ha bedeutet, das heißt, genau der doppelten Fläche, die schließlich im Jahr 1985 durch den Erlass Nr. 228 für den Park bestimmt wurde, in dem dessen Grenzen einschließlich der in Staatsbesitz befindlichen Ländereien um die Ortschaft Granizo festgelegt wurden, womit seine Gesamtfläche 8000 ha beträgt.
Wegen seiner Bedeutung für Umwelt, Wissenschaft, Bildung, Kultur und Freizeit wurde der Nationalpark La Campana am 15. Februar 1985 von der UNESCO zum Biosphärenreservat erklärt, einem von neun Gebieten, die in Chile unter diese Naturschutzkategorie fallen.
Die letzten Bergwerke wurden erst 1994 endgültig geschlossen, das heißt, 27 Jahre nach Einrichtung des Nationalparks und 10 Jahre nach seiner Ernennung zum Biosphärenreservat durch die Unesco. Kurz vor dieser Erklärung kam es sogar zum Verkauf der Eigentümergesellschaft der Minen am Berg La Campana und wenngleich die neuen Besitzer den Betrieb einschränkten und sich nur auf das Bergwerk Balmaceda konzentrierten, wurde das Ende des Bergbaus auf dem Gebiet des Parks erst durch das „Gesetz über die Grundlagen des Umweltschutzes“ (1992–1994) besiegelt, dessen Inkrafttreten als Triumph der Umweltbewegung gewertet wird.

## Klima
Das Klima im Park La Campana ist als mediterran zu bezeichnen. Die mittleren Jahresniederschläge (ca. 480 mm) fallen hauptsächlich in der Zeit zwischen Mai und August (den Wintermonaten). Die Trockenzeit (mit nur 120 mm Regen) erstreckt sich dagegen von September bis April. In der Nähe des Gipfels von La Campana kann es in regenreichen Jahren (insbesondere wenn das Klimaphänomen El Niño herrscht) zu Niederschlägen von bis zu 1000 mm kommen.
Die mittlere Temperatur beträgt 18 Grad, aber die Temperatur schwankt nicht nur mit den Jahreszeiten beträchtlich, sondern auch im Tagesverlauf.
Das Relief ist beim Klima im Park bedeutend und Ursache örtlicher Unterschiede. Hierbei geht es nicht nur um die Höhenunterschiede, sondern auch um die Orientierung der Hänge. Die Höhen des Gebirgszugs der Küstenkordillere verhalten sich wie ein Schirm, der den Zustrom feuchter Luftmassen vom Pazifik aufhält und an den zur Küste hin (luvseitig) orientierten Hängen wesentlich mehr Niederschläge (über 400 mm im Jahr) verursacht, als auf der Leeseite, auf der Rückseite der Kordillere, wo die Niederschläge nur 300 mm im Jahr erreichen.
Im Park sind vier lokale Klimazonen definiert worden:
- Luvseite: In dieser Zone ist eine graduelle Abnahme der Temperaturen und Niederschläge in südöstlicher Richtung zu beobachten. Dies ist das charakteristische Klima im Tal des Cajón de San Pedro, in Granizo und in Quebrada de Alvarado.
- Leeseite: Hierbei handelt es sich um ein trockeneres Klima als das der Luvseite, mit weniger Niederschlägen und geringerer Luftfeuchtigkeit. Wegen ihrer Ausrichtung nach Süden herrschen jedoch im Becken von Caleu solche Bedingungen, die eine Präsenz sowohl von Hartlaubwald, wie auch von lorbeerblättrigem Feuchtwald zulassen. Diese lokale Klimazone umfasst Caleu und den Ostteil von Vichiculén
- Schattenseite: Dies ist die Zone mit der größten Feuchtigkeit und dem meisten Niederschlag im Park. Die Temperaturen sind hier etwas niedriger. Sie ist an den südlich orientierten Hängen der gesamten Bergkette von La Campanita, über La Campana, Los Penitentes und El Roble zu finden. Es ist der grünste Teil des Parks.
- Sonnenseite: Hier werden die höchsten Temperaturen im Park gemessen. Dies sind die nordwärts orientierten Areale.

## Flora

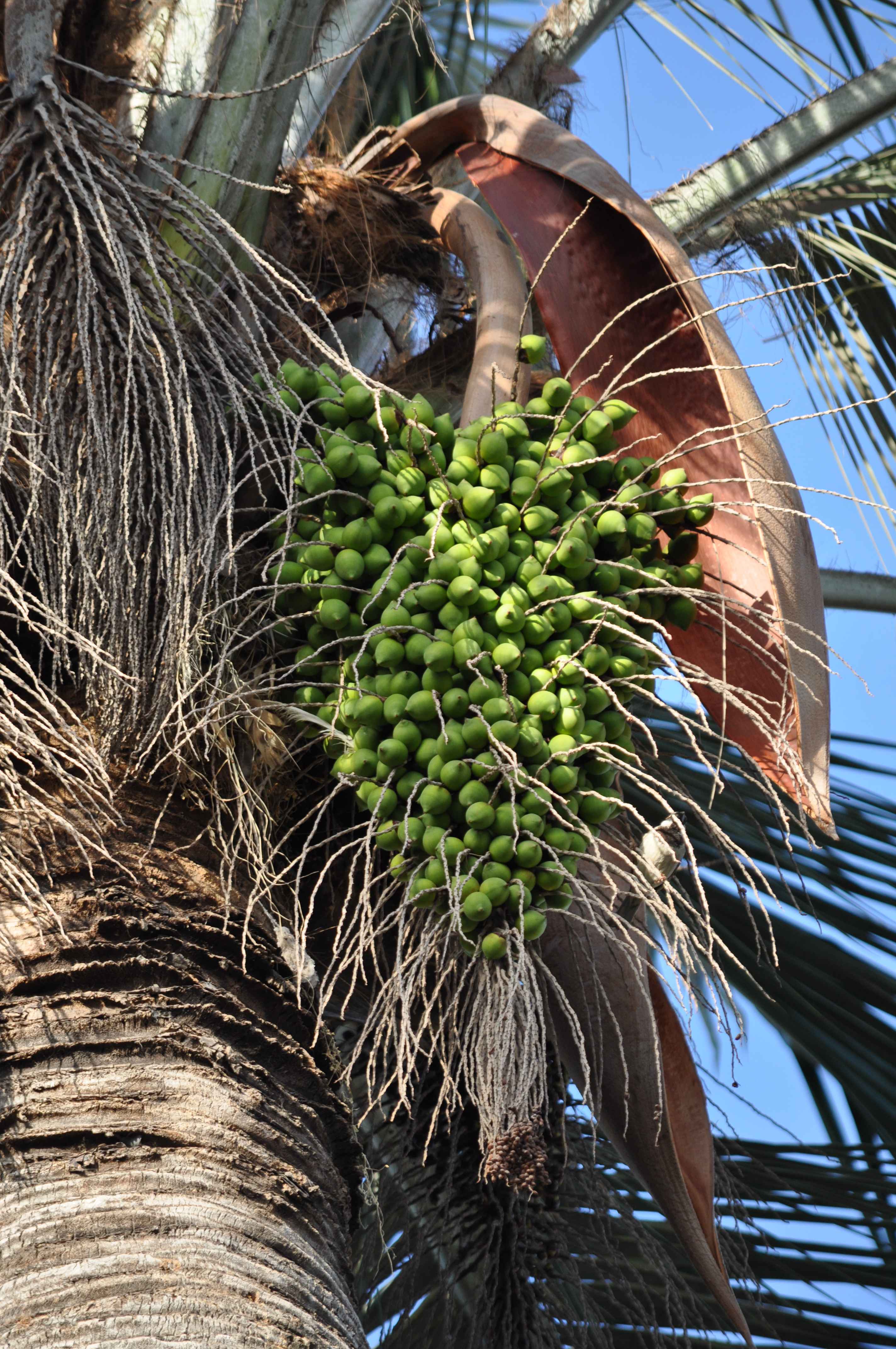
Fruchtbildung einer chilenischen Palme am Berg La Campana

Die topographischen und klimatischen Eigenheiten des Parkgebiets haben die Entwicklung einer Vielzahl einheimischer Pflanzenarten ermöglicht, die normalerweise an unterschiedlichen Orten in Chile zu finden sind und allgemein nicht an demselben Ort in Chiles Zentralzone zu erwarten wären, sondern meist weit entfernt in nördlicher oder südlicher Richtung. Andererseits gibt es im Park natürlich auch diverse endemische Arten aus Mittelchile.
Der sogenannte Palmenhain von Ocoa ist zweifelsohne die größte Attraktion im Park. Er stellt außerdem das wichtigste botanische Erbe dar, weil hier die größte Anzahl von Exemplaren der Jubaea chilensis (Honigpalme) zu finden ist, der weltweit südlichsten Palme, wenn nur kontinentale Arten berücksichtigt werden. Wenngleich oft verwendet, ist die Bezeichnung als „Palmenhain“ hinsichtlich einer genaueren botanischen Klassifizierung nicht besonders wertvoll. Da die J. chilensis in Kombination mit anderen Arten in sehr verschiedenen Pflanzengemeinschaften zu finden ist, ziehen es einige Autoren vor, den Palmenhain nicht als separate Einheit zu definieren, sondern innerhalb dieser Pflanzengemeinschaften Varianten mit J. chilensis zu bestimmen. Somit wird der berühmte Palmenhain von Ocoa botanisch eingestuft als „Hartlaubwald-Variante mit Jubaea chilensis (Wald mit Quillay und Litre, sowie chilenischer Palme)“.
Im Parkbereich Ocoa gibt es etwa 62000 Exemplare von J. chilensis. Ihre maximale Höhe beträgt knappe 30 Meter. Da diese Art kein Kambium besitzt und daher keine Jahresringe herausbildet, ist es sehr schwierig, das Alter der Palmen exakt zu bestimmen. Auf der Grundlage von Projektionen des Wachstums von Palmen, deren Pflanzdatum genau bekannt ist, wird das Alter einiger Exemplare im Park auf bis zu 400 Jahre geschätzt.
Wenngleich die meisten Palmen sicherlich in Ocoa stehen, gibt es auch weniger zahlreiche Populationen im Bereich Cajón Grande, sowie in der gesamten Pufferzone des Parks: Olmué, Quebrada de Alvarado, Las Palmas, Caleu. Die Regenerationsrate beträgt nur 1,23 Individuen pro Elternbaum, eine überraschend niedrige Ziffer, wenn man berücksichtigt, dass die Keimungsrate der Nüsse, die von Januar bis März zu Boden fallen, relativ hoch ist, die aber von den im Park lebenden Nagetieren, vor allem von den zahlreich vorhandenen Octodon degus (Degu) gefressen werden, bevor sie weiter wachsen können, aber auch von einigen Vogelarten, sowie von Rindern, die trotz aller Verbote immer wieder in diesen Teil des Parks eindringen. Es ist der Beweis gelungen, dass der Degu seine räumliche Ausbreitung und seinen Reproduktionszyklus mit diesem Nahrungsangebot synchronisiert hat, vor allem indem eine zeitliche Übereinstimmung der Entwicklung seiner Jungen mit dem Fallen der Früchte der Jubaea chilensis hergestellt wurde.
Auch für Darwin auf seiner Expedition war J.chilensis eine Überraschung, sodass er sie in seinem Tagebuch über den Aufstieg zum Gipfel von La Campana festhielt. Diese Aufzeichnungen sind mit anderen aus seiner Reise im Buch Beagle Diary enthalten.

## Ursprung und Entwicklung der Vegetation im Park
Die gegenwärtige Zusammenstellung der Flora im Park La Campana ist, abgesehen von den Palmen, mit etwa 545 Arten von Gefäßpflanzen ausgesprochen vielfältig, das heißt, mit mehr als 20 % aller Pflanzenarten im Land.
Luebert et al. stellen sechs Florenelemente als besonders relevant und charakteristisch heraus: das zentralchilenische, das subantarktische, das andine, das neotropische, das gondwanische, das pantropische, und nennt drei weitere als vertreten: das holarktische, das anfitropisch disjunkte, sowie das kosmopolitische. Diesen Autoren zufolge besitzt jedes dieser Elemente eine besondere Geschichte, auf die sie ihre Untersuchung der Besiedlung und Entwicklung der Flora im heutigen Gebiet des Nationalparks stützen.
Dieselben Autoren legen nahe, dass die floristische Zusammensetzung, obwohl im Wesentlichen gemischter Art, von neotropischen und gondwanischen Elementen beherrscht wird. Gestützt auf die Studie von Troncoso und Romero, vertreten die Autoren die Ansicht, dass einige dieser Elemente bereits im Cenomanium vorhanden waren, noch bevor die Plattentektonik vor 60 Millionen Jahren das heutige Südamerika von der Antarktis und Australien trennte. Sie vermuten ebenfalls, dass die gondwanischen und pantropischen Elemente (sowie einige neotropischen) sogar aus Erdzeitaltern vor der Kreidezeit (also vor mehr als 140 Millionen Jahren) stammen könnten. In aller Strenge können sowohl der lorbeerblättrige Feuchtwald, wie auch der Hartlaubwald, die heute beide im Bereich von La Campana existieren, zumindest zum Teil als botanische Relikte der ursprünglichen tropischen Wälder erachtet werden, die das Gebiet bedeckten und aus solchen Arten bestanden, die heute in Mittelchile fast nicht zu finden sind, die aber auf dem Areal dieses Nationalparks und einiger anderer reliktartiger Enklaven überlebt haben.
Die Arten der Gattung Nothofagus treten gegen Ende der Kreidezeit erstmals auf und reihen sich in die tropische Flora ein. Diese Flora bestand bis ins frühe Paläozän fort (das heißt, bis vor 60 Millionen Jahren) und bedeckte damals eine Fläche, die sich weitaus südlicher erstreckte, als die aktuelle Ausdehnung der tropischen Flora, und auch das Gebiet des heutigen Zentralchile umfasste. Das waren die Vorgänger des heutigen Laubwalds im Park La Campana. Für die Palme J.chilensis, stattdessen, ist es wahrscheinlicher, dass ihr Ursprung ins Paläozän zurückreicht (es sind Palmae aus dem Paläozän im Süden Argentiniens belegt).
Einer der bestimmenden Faktoren des Mischcharakters der Wälder von La Campana ist gerade die sukzessive Entwicklung der tropischen Vegetation in Abwechslung mit gemischter tropischer Flora (das heißt, mit jener, in die bereits Nothofagus integriert worden war). Dieser Prozess fand in der Zeit zwischen Oberkreide und Eozän statt. Später verschwanden viele tropische Arten und Unterarten (deren Verschwinden durch das Fehlen fossiler Bestände belegt ist). Möglicherweise entwickelte sich zu diesem Zeitpunkt ein Großteil der heutigen endemischen Flora. Im Verlauf des Miozäns entstanden wahrscheinlich die Floraelemente, die heute sowohl den Hartlaubwald, wie auch das Dornenbuschwerk vertreten, indem sie auf der Grundlage der Überbleibsel der alten tropischen Wälder ihre heutige Gestalt annahmen.
Zwei große Ereignisse (auf geologischer Zeitskala) bestimmen diese Veränderung: Einerseits die Entstehung der Anden, die das Gebiet in den Morgenstunden mit ihrem Schatten belegt, sowie andererseits die gleichzeitige Herausbildung der kalten Humboldtstroms. Die von diesen gleichzeitigen Ereignissen hervorgerufenen klimatischen Veränderungen führten dazu, dass Nord- und Mittelchile zu ariden bzw. semiariden Zonen wurden. Tatsächlich könnten ganz Nord- und Mittelchile mit besser an die heutigen klimatischen Bedingungen angepassten Taxonen von neotropischer Vegetation bedeckt sein (Hartlaubwald und Dornenbuschwerk), aber einige Arten des alten Waldes überlebten, sei es weil es sich um anpassungs- und widerstandsfähigere Taxonen handelte, oder weil sie Gebiete mit einem Mikroklima besiedelten. Auf diese Weise sind im Park La Campana bis heute Elemente des lorbeerblättrigen Feuchtwalds erhalten (beispielsweise in der Schlucht Quebrada de los Ángeles).

### Klassifizierung der Flora
Unter Verwendung des Klassifizierungsschemas von Gajardo, kann die Flora im Park zu folgenden Pflanzengemeinschaften zusammengefasst werden:

#### Hartlaubwald

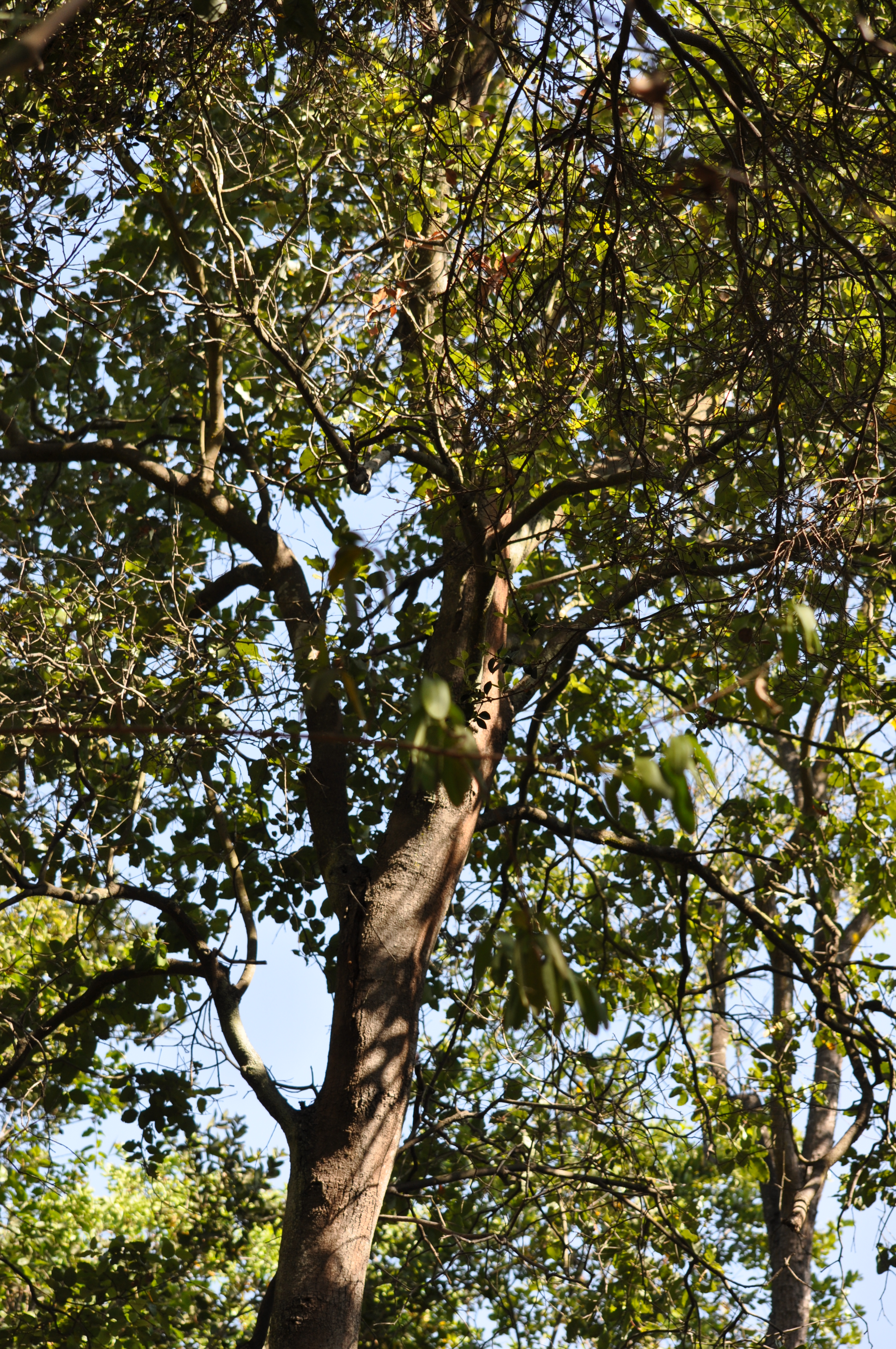
Peumo (Cryptocarya alba) im Park La Campana, Bereich Granizo, Rundpfad „La Canasta“

In Mittelchile herrscht ein semiarides Ombroklima vor (eine Art von Klima mit Niederschlägen von 200 bis 350 Millimetern im Jahr), das die Entwicklung dieses typisch mediterranen Waldes ermöglichte. Wenngleich diese Art Vegetation ursprünglich große Flächen bedeckte, hat sich ihre Verbreitung sowohl infolge der von Menschenansiedlungen verursachten Entwaldung, wie auch durch Waldbrände drastisch verringert, sodass der Hartlaubwald heute in Chile zu den am stärksten gefährdeten Urwaldtypen zählt.
- Wald mit Peumo (Cryptocarya alba) und Boldo (Peumus boldus).

Ihn findet man vor allem an den südwestlichen und westlichen Hängen des Bergs La Campana und im Tal von Cajón Grande, bei unterschiedlichen Steilheitsgraden und auf Höhen zwischen 350 und 1000 m ü. d. M. Es handelt sich um Zonen mit viel Licht aber geringer unmittelbarer Sonneneinstrahlung, während die für diese Art Vegetation erforderliche Feuchtigkeit durch Küstennebel begünstigt wird. Der Wald besteht vor allem aus immergrünen Bäumen. Straucharten sind dagegen eher gering vertreten und in der Krautschicht gibt es zahlreiche Farne und Kletterpflanzen, unter denen „parrilla blanca“ (Proustia pyrifolia) hervorsticht. Innerhalb derselben Pflanzengemeinschaft sind zwei Varianten klassifiziert worden: eine mit Strauchbewuchs von Retanilla trinervia und Gochnatia foliolosa mit Solenomelus pedunculatus, sowie eine Variante, die unter Bedingungen größerer Feuchte im Bereich Ocoa Jubaea chilensis mit einbezieht und damit den sogenannten „Hartlaubwald aus Peumo und Boldo mit chilenischer Palme“ gestaltet.
- Wald mit Quillay (Quillaja saponaria) und Litre (Lithraea caustica)

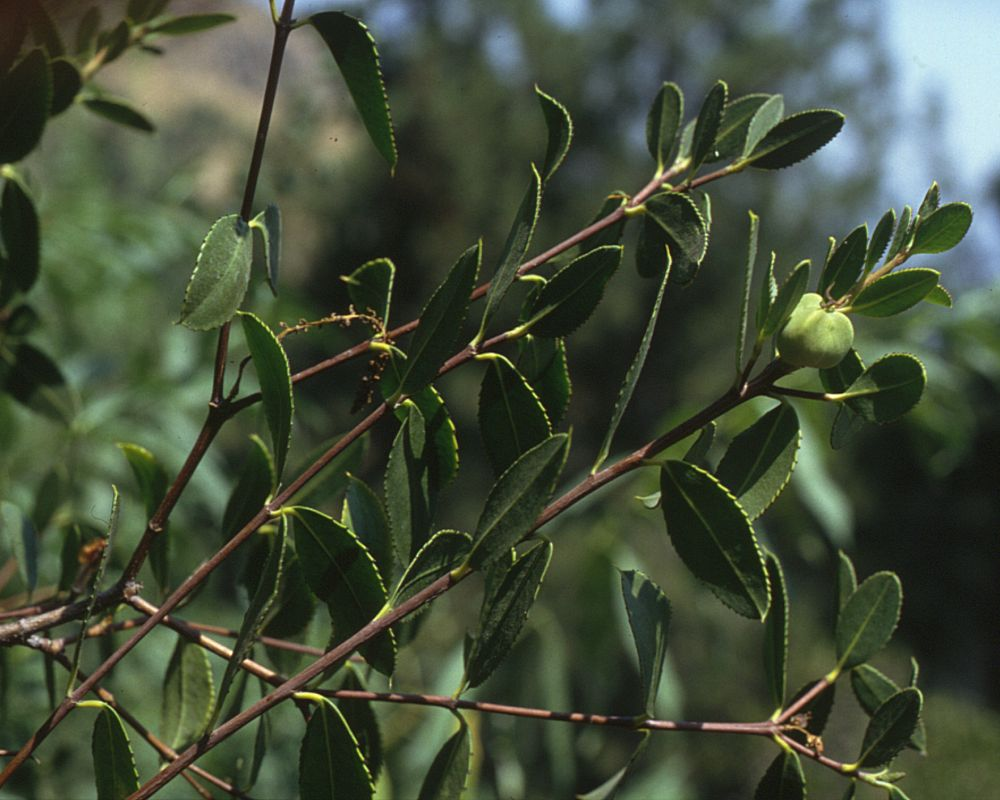
Colliguaja odorifera

Es handelt sich um eine Pflanzengemeinschaft, die an eine etwas trockenere Umgebung als die vorige angepasst ist und zwischen 500 und 1050 m ü. d. M. anzutreffen ist, an südöstlich, südwestlich, westlich, nordwestlich und nordöstlich orientierten Hängen, sowie auch in ebenen Bereichen. Zusammen mit Peumo (Cryptocarya alba), der hier auch weiter vorkommt, beherrschen Litre (Lithraea caustica) und Quillay (Quillaja saponaria) eine floristische Landschaft, die oft die Gestalt von Buschwerk annimmt. Die Strauchschicht ist vielfältig: Colliguay (Colliguaja odorifera, Escallonia pulverulenta, Kageneckia oblonga, Ageratina glechonophyla), Trevo (Retanilla trinervis) und Mitríu (Podanthus mitigui). Die Krautschicht besteht aus Adiantum chilense (lokal bekannt als „palito negro“, „culantrillo“ oder „doradilla“), Vulpia myuros und Solenomelus pedunculatus („maicillo“).
Auch hier ist die entsprechende Variante mit Jubea chilensis klassifiziert, mit der dann ein „Hartlaubwald aus Quillay und Litre mit chilenischer Palme“ (Palmenhain) Gestalt annimmt. In dieser Variante sind auch einige Exemplare von „Espino“ (Acacia caven) im Verbund derselben Pflanzengemeinschaft anzutreffen.

#### Lorbeerblättriger Feuchtwald

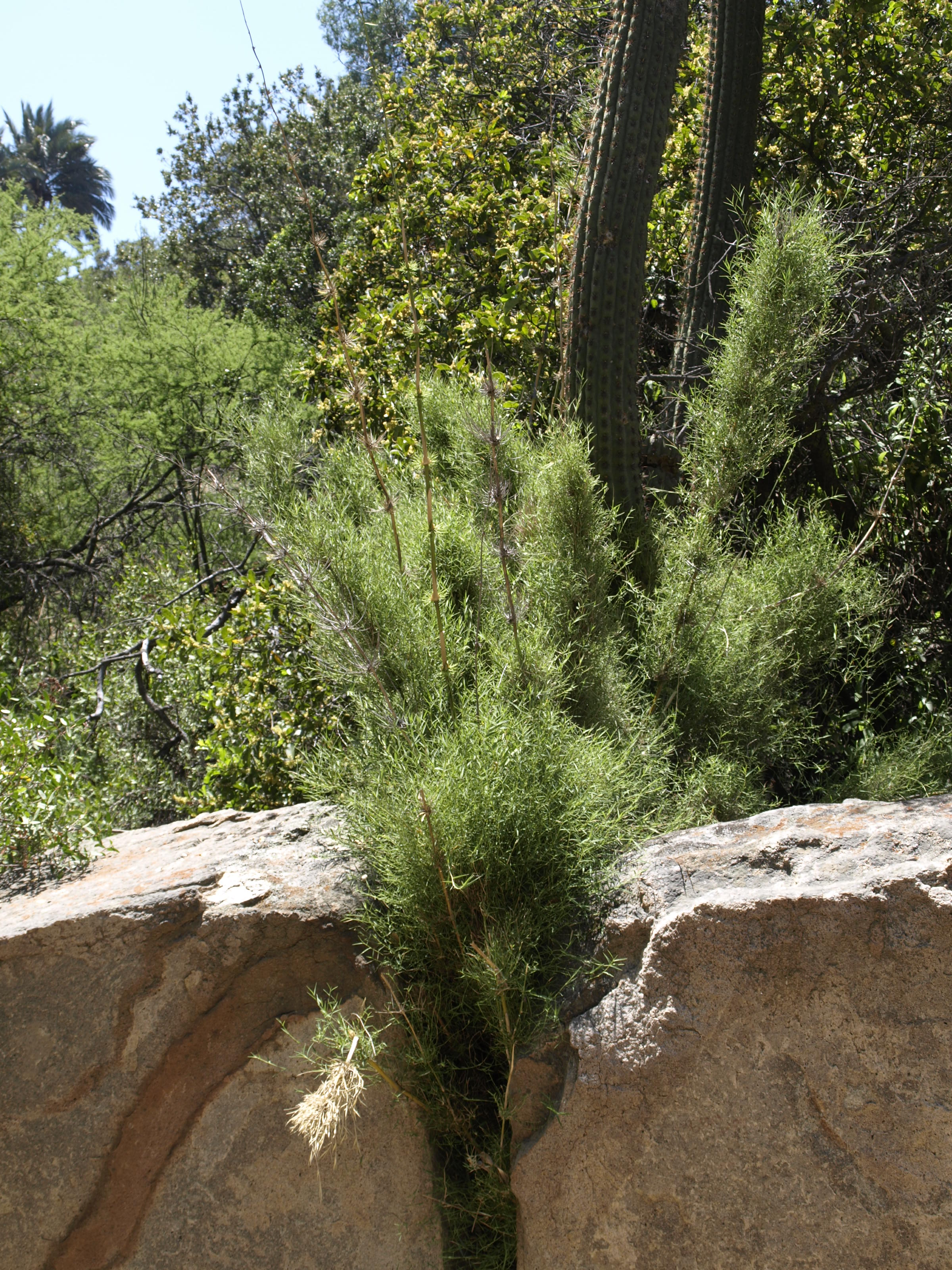
Chusquea cumingii

Diese Pflanzengemeinschaft nutzt die feuchteren Bedingungen, die tief in den Schluchten vorherrschen. Sie ist gekennzeichnet durch das häufige Auftreten von Peumo (Cryptocarya alba) zusammen mit Maqui (Aristotelia chilensis), „parrilla blanca“ (Proustia pyrifolia), „arrayán macho“ (Raphithamnus spinosus), Patagua (Crinodendron patagua) und Chequén (Luma chequen). Floristisch können, vor allem in Abhängigkeit von der Höhe, zwei unterschiedliche Ausprägungen klassifiziert werden:
- Lorbeerwald (Beilschmiedia miersii) (bis 500 m ü. d. M.)

In der Baumschicht herrschen die „belloto del norte“ genannte Lorbeerart (Beilschmiedia miersii) zusammen mit Peumo (Cryptocarya alba) vor. Die Strauchschicht ist gekennzeichnet durch Chusquea cumingii, Azara celastrina und Azara serrata, während in der Krautschicht verschiedene Farne und Kletterpflanzen zu finden sind: Bomarea salsilla, Lardizabala funaria, Proustia pyrifolia, unter anderen.
- Wald mit Canelo (Drimys winteri) (zwischen 500 und 1300 m ü. d. M.)

Die Baumschicht dieses Waldes ist geprägt von Canelo (Drimys winteri). Die Strauchschicht ist jedoch stärker entwickelt, mit häufigen Escallonia myrtoidea, Maitenus boaria, Otholobium glandulosum, sowie (wenngleich weniger häufig) Salix humboldtiana. Die Krautschicht ist gekennzeichnet durch die Anwesenheit von Equisetum bogotense.

#### Dornenbuschwerk
Für den Park sind vier Pflanzengemeinschaften beschrieben worden, die als „Dornenbuschwerk“ bezeichnet werden können, jede von ihnen mit einer Variante, die Jubaea chilensis mit enthält.
- Buschwerk mit Trevo (Retanilla trinervia)

Es handelt sich hierbei um eine von Trevo-Exemplaren beherrschte Sträuchergemeinschaft an Nord- und Nordwesthängen zwischen 400 und 1000 m ü. d. M. Die Hauptarten, die darüber hinaus dieser Gemeinschaft angehören, sind Litre (Lithraea caustica), Quillay (Quillaja saponaria) und an einigen Stellen die massive Anwesenheit von Cuscuta sp.
In Ocoa gibt es eine, bis auf die Präsenz von Jubaea chilensis, floristisch fast unveränderte Variante dieser Gemeinschaft.
- Buschwerk mit Chagual und Quisco (Puya berteroniana und Echinopsis chiloensis) (Puya berteroniana y Echinopsis chiloensis)

Puya berteroniana, eine der drei im Nationalpark La Campana vertretenen Chagual-Arten

Dieses Buschwerk lässt sich ab 450 und bis auf 1100 m ü. d. M. beobachten. Die Vegetation besteht grundlegend aus Sukkulenten und in der Strauchschicht sind verschiedene Arten vertreten: Puya berteroniana, Echinopsis chiloensis, Podanthus mitiqui, Adesmia arborea und Aristeguitia salvia. Hier gibt es auch Retanilla trinervia, wenngleich viel weniger als in der vorhergehend beschriebenen Gemeinschaft, sowie auch Puya chilensis, wenn auch in geringerer Zahl.
Die Variante mit Jubaea chilensis existiert auch, ohne weitere größere floristische Unterschiede, bis auf die Tatsache, dass Baccharis paniculata y Tristerix corymbosus (Quintral) anwesend sind.
- Buschwerk mit Chagualillo (Puya coerulea)

Auf diese Art Buschwerk trifft man in über 1100 m ü. d. M. auf nördlich oder nordöstlich ausgerichteten Hängen. Es weist zwei gut differenzierte Schichten auf, deren untere (mit weniger als einem Meter Höhe) durch die Anwesenheit von Neoporteria aff. curvispina, Gamochaeta americana, Chorizante virgata, Senecio tarinifer und Tweedia birostrata gekennzeichnet ist. In der oberen Schicht findet man Sukkulenten und Sträucher von einem bis drei Metern Höhe, darunter hauptsächlich: Puya cerulea, Eryngium paniculatum, Colliguaja odorifera, Retanilla ephedra und Calceolaria polifolia.
- Buschwerk mit Mira und Maicillo (Gochnatia foliolosa und Solenomelus pedunculatus).

Es handelt sich um ein an Granit-Substrat angepasstes Buschland, auf Hängen mit bis zu 90 % Steigung und unterschiedlicher Sonnaussetzung. Es ist häufiger zwischen 1000 und 1300 m ü. d. M. anzutreffen. Trotz seiner kargen Entwicklung ist bei diesem Buschwerk die vorhandene Vielfalt der Strauchschicht charakteristisch, mit Gochnatia foliolosa, Baccharis linearis, Baccharis rhomboidalis, Satureja gilliesii, Escallonia pulverulenta, Haplopappus velutinus und Ageratina glechonophylla. In der Krautschicht herrschen solche Arten vor, wie Alstroemeria angustifolia, Solenomelus pedunculatum, Triptilion spinosum, Acaena pinnatifida und Azorella spinosa.

#### Laubwald

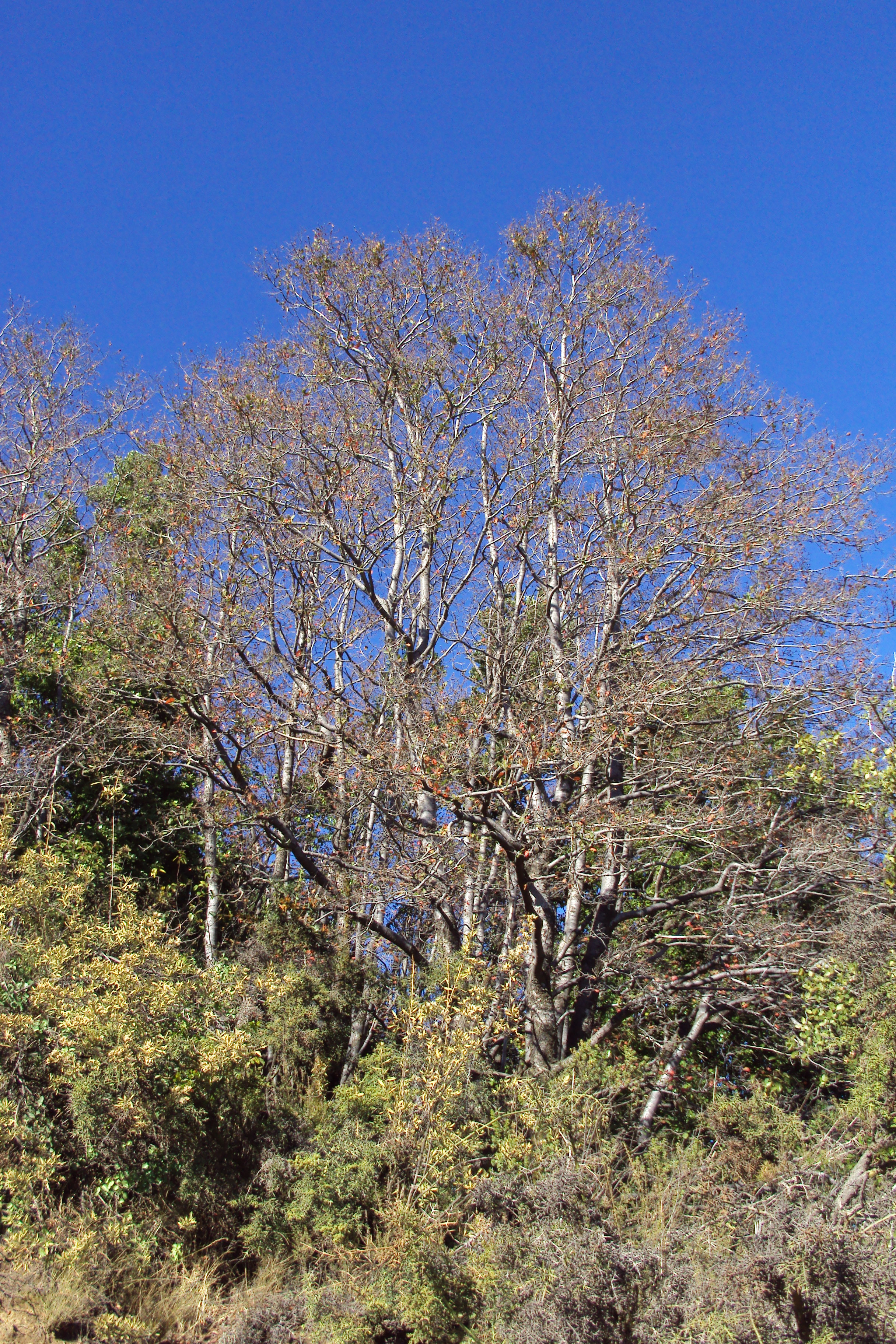
Nothofagus macrocarpa („roble“)

Der Laubwald wird von zwei Pflanzengemeinschaften repräsentiert, in denen die Südbuche (Nothofagus macrocarpa) als Relikt vorherrscht.
- Dichter Wald mit Nothofagus macrocarpa und Ribes punctatum, auf nach Süden, Südosten und Westen ausgerichteten Hängen, in Höhen zwischen 1100 und 1500 m ü. d. M. In der Strauchschicht lassen sich auch beobachten: Azara petiolaris, Calceolaria meyeniana, Schinus montanus, Aristotelia chilensis und Berberis actinacantha. Die Krautschicht ist eher dürftig; es finden sich jedoch einige Alstroemerien (vor allem, Alstroemeria zoellneri), außerdem Adiantum sulphureum, Oxalis laxa und Loasa acerifolia. Diesen Wald gibt es an Hängen mit 20 bis 50 % Steigung. Ebenso wie bei den Wäldern mit Peumo und Boldo ist es nur den besonderen Erscheinungen der klimatischen Kompensierung zu verdanken, dass diese Art chilenischer Relikt-Wälder auf der Breite von La Campana existieren kann.

- Offener Wald mit Nothofagus macrocarpa und Schizanthus hookeri, auf nach Süden und Südosten ausgerichteten Hängen, oberhalb von 1500 m ü. d. M. Es geht hierbei um einen Südbuchenhain von geringer Dichte, wodurch eine größere Ausbreitung der Strauch- und Krautschicht in den Lichtungen möglich wird. Die Strauchschicht besteht hauptsächlich aus Ribes punctatum y Calceolaria meyeriana, während die reichhaltige Kräutergemeinschaft durch die Anwesenheit von Schizanthus hookeri, Valeriana lepidota und Senecio anthemidiphyllus gekennzeichnet ist. Die größte Ausbreitung dieser Art Wald findet man auf dem felsigen Substrat der hoch gelegenen Hänge. Dort ist die Sonneneinstrahlung größer und der Feuchtigkeit bringende Einfluss der Küstennebel ziemlich eingeschränkt. In neuester Vergangenheit könnte der globale Klimawandel außerdem für die Regression dieser Art von Wald verantwortlich sein, dessen Verbreitung in den höheren Lagen immer mehr abnimmt.

#### Niederwüchsiges Höhenbuschwerk
Es handelt sich um eine Art Buschwerk, das auf über 1750 m ü. d. M., nur in der Nähe der Gipfel der Berge La Campana und El Roble angetroffen werden kann. Es besteht im Wesentlichen aus „hierba negra“ („schwarzes Kraut“), einem kleinwüchsigen Strauch, der auch unter dem Namen „neneo“ bekannt ist (Mulinum spinosum), von kleiner Abmessung und dürftiger Dichte, zusammen mit anderen Zwergsträuchern, wie: Chuquiraga oppositifolia, Haplopappus ochagavianus, Ephedra chilensis und Viviania marifolia, sowie Phacelia secunda und Calceolaria campanae in der Krautschicht. Dieses Buschwerk entwickelt sich auf felsigen Substraten unterschiedlicher Sonnenaussetzung und Steigung.

### Krautige Pflanzen
In Park La Campana, der in seinen unterschiedlichen Bereichen ein breites Spektrum an Bedingungen bezüglich Substrat, sowie Verfügbarkeit von Licht und Wasser anbietet, hat sich eine große Vielfalt von krautartigen Gattungen entwickeln können, darunter vor allem:

#### Inkalilien

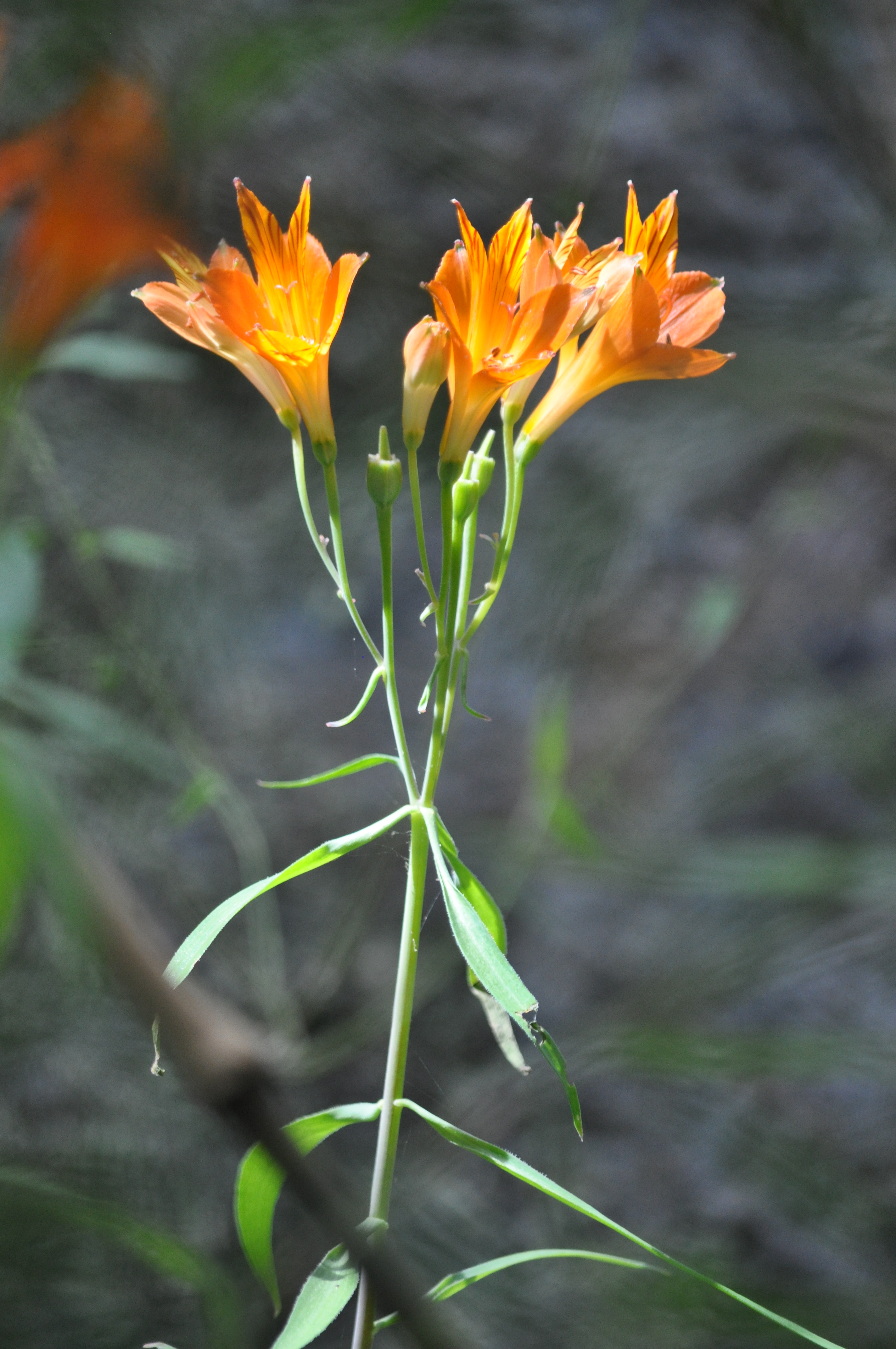
Alstroemeria ligtu var Simsii im Nationalpark La Campana, aufgenommen im Bereich der „Primera aguada“ (Erste Wasserstelle), Andinisten-Pfad („Der Fahrstuhl“)

Von den 45 in Chile existierenden Taxonen (84 % endemisch), sind mindestens diese sechs Arten, alle in Chile endemisch, sind im Park weit verbreitet:
- Alstroemeria angustifolia: An verschiedenen hoch gelegenen Orten des Parks präsent, vor allem in den Bereichen Ocoa und Cajón Grande. Ihre Blüten variieren in den Farbtönen zwischen weiß und intensivem rosa.
- Alstroemeria pulchra ist in den niederen Bereichen, bei den Eingängen zum Park in Granizo und Ocoa zu finden. Die Blüten sind ebenfalls weiß und rosa, aber mit dunklen Flecken.
- Alstroemeria revoluta: Sie blüht in dem Bereich, der etwas unterhalb der Mine „La Pronosticada“ liegt, an dem Andinisten-Pfad. Die Blüten sind dunkelrosa bis violett.
- Alstroemeria ligtu subsp. simsii: Man sieht sie an den unteren Abschnitten des Andinisten-Pfads, sowie auch in der Umgebung des Parkeingangs in Ocoa. Die Farbe ist orange, mit Varianten, die eher ins Rote oder Gelbe tendieren.
- Alstroemeria zoellneri: Wächst unter den Südbuchen am Andinisten-Pfad. Die Blüten sind violett.
- Alstroemeria garaventae: Sie wächst am Berg El Roble, an der östlichen Grenze des Parkgebiets. Die Blüten sind weiß oder rosa, mit etwas orange, sowie kleinen dunklen Linien.

#### Pantoffelblumen

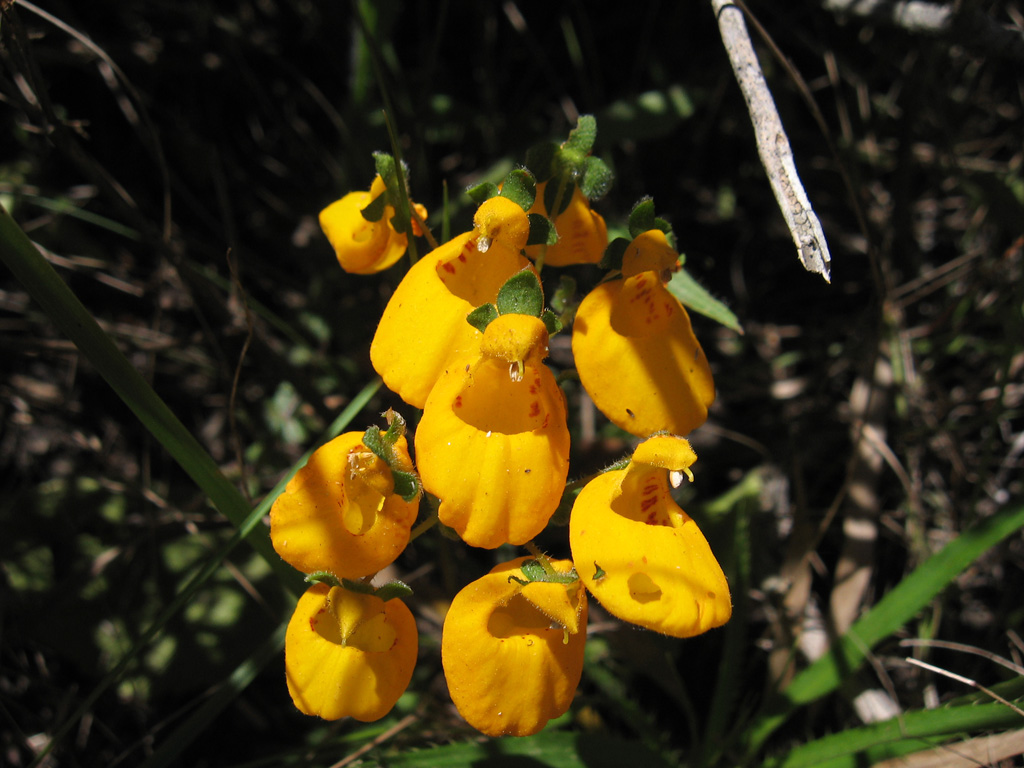
Calceolaria corymbosa: Die Pantoffelblumen werden in Chile „capachitos“ genannt

Die Gattung Calceolaria, deren Name in seiner lateinischen Wurzel „Schühchen“ bedeutet und auf die Form ihrer Blüten anspielt, umfasst etwa 300 Arten, die in Amerika, vor allem in Süd- und Mittelamerika, weit verbreitet sind. In Chile existieren etwa 69 Arten und Unterarten. Ein beträchtlicher Teil (74 %) kommt in Chile endemisch vor, verteilt zwischen Coquimbo und Araukanien.
Im Park ist die Anwesenheit von elf Taxonen dieser Gattung beschrieben worden:
- Calceolaria ascendens ssp. glandulifera: Endemisch in Chile und am Berg El Roble vertreten (das heißt, an der Ostgrenze des Nationalparks).
- Calceolaria campanae: Diese mehrjährige Art ist hier endemisch und von sehr beschränkter lokaler Verbreitung. Genauer gesagt, ist sie ausschließlich auf dem Gipfel des Bergs La Campana gesichtet worden. Ihre schlichten, behaarten Blätter haben eine gräuliche Farbe; sie wächst auf felsigem Substrat und von Dezember bis Januar sieht man ihre intensiv gelben Blüten, etwa ab 1500 m ü. d. M. und bis zum Gipfel.
- Calceolaria corymbosa: Als in Chile endemische Art ist sie am Berg La Campana zwischen 600 und 1700 m ü. d. M. vorhanden. Ihre herausragendste Eigenschaft ist ihre gelbe kugelförmige Blüte mit kleinen roten Punkten.
- Calceolaria glandulosa: Sie findet ihr Habitat im Bereich Ocoa des Parks (am Weg zur Mine) und ist auch in Chile endemisch, mit Verteilung zwischen Huasco und Linares. Sie wächst in unterschiedlichen Höhenlagen, von der Küste bis zur Präkordillere. Ihre Blüten sind ebenfalls gelb und deren Form ähnlich der anderer Arten der Gattung. Sie unterscheidet sich von anderen Arten und Unterarten wegen der intensiv grünen Farbe ihrer Blätter und ihren klebrigen Stängeln.
- Calceolaria meyeniana: Sie blüht im Park von November bis Januar in Höhenlagen zwischen 1200 und 1800 m ü. d. M. Man sieht sie oft unter den Südbuchen am Andinisten-Pfad. Sie ist in Chile endemisch (zwischen Valparaíso und Malleco).
- Calceolaria morisii: Endemisch in der Küstenkordillere zwischen Limarí und Santiago. Im Park La Campana gibt es sie am Ocoa-Pass in Richtung Granizo. Es handelt sich um eine mehrjährige Art mit gelben Blüten und lanzettförmigen Blättern.
- Calceolaria petioalaris: In Chile endemisch, kommt sie nur an Orten mit Wasserläufen oder Quellen vor. Im Park findet man sie in der Umgebung der Mine Pronosticada, unterhalb der Wasserquelle. Ihre ebenfalls gelben Blüten haben eine länglichere Form, als die anderer Arten.
- Calceolaria polifolia: In Chile endemische Art, die in der Zentralzone zwischen Coquimbo und Santiago vorkommt. Es handelt sich um eine mehrjährige Pflanze mit kleineren Blättern und Blüten, sowie schwächerer Färbung (die Blätter sind gräulich und die Blüten blassgelb). Im Park wächst sie auf 1200 m ü. d. M., am Andinisten-Pfad in der Nähe der Mine Pronosticada.
- Calceolaria purpurea: Ebenfalls in Chile endemisch und eine der wenigen Arten im Land mit violetten Blüten. Sie wächst am östlichen Rand des Parks in höheren Lagen der Bergkette von El Roble, sowie an den Hängen mit Ausrichtung zum Dormida-Pass. Diese Art ist mehrjährig und hat klebrige hellgrüne Blätter.
- Calceolaria thyrsiflora: In Chile endemisch, kommt sie zwischen Valparaíso und Maule vor, zwischen 50 und 2000 m ü. d. M. Sie blüht in verschiedenen Bereichen des Parks von November bis Januar. Es handelt sich um eine mehrjährige Pflanze mit länglichen Blättern.
- Calceolaria verbascifolia: Endemisch in der Küstenkordillere, selten, man findet sie heutzutage an sehr wenigen Orten auf 500 bis 1200 m ü. d. M. Am Berg La Campana blüht sie von September bis November in der Umgebung des Sendero Guanaco im Bereich Ocoa. Diese Art hat große intensiv grüne Blätter und kleine gelbe Blüten.

#### Mutisien

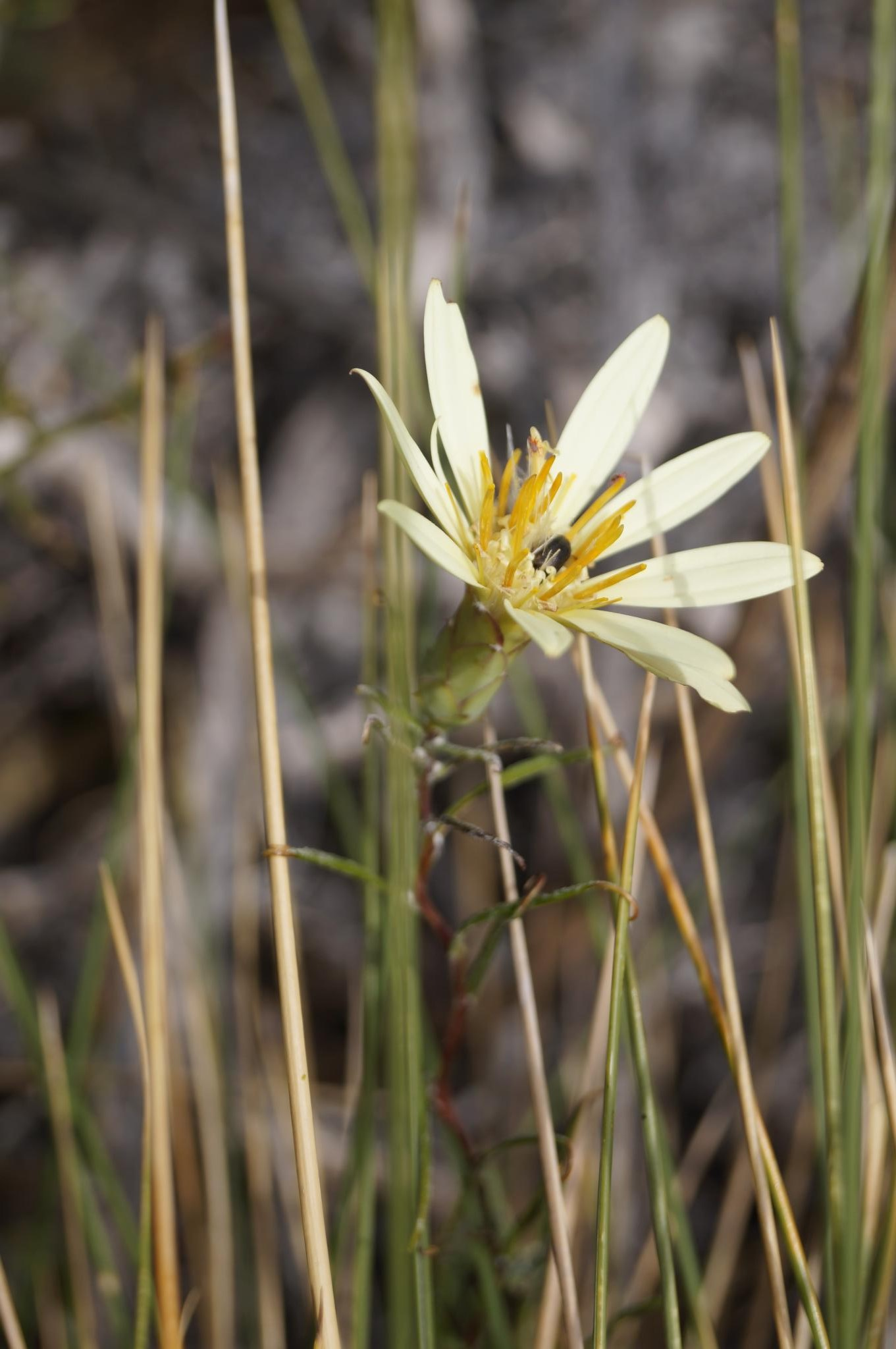
Mutisia acerosa: Ihre blassrosa und weißen Blüten sieht man von Dezember bis März am Berg La Campana

In Chile und Argentinien beheimatet, soll ihr Name den spanischen Botaniker C. Mutis ehren, der im XVII. Jahrhundert lebte. Im Park sind vier Arten vertreten:
- Mutisia rosea: In Chile endemisch, kommt sie zwischen Coquimbo und Concepción vor. Ihr lokaler Name ist „clavel del aire“ (Luftnelke). Es handelt sich um einen Halbstrauch und eine Schlingpflanze. Von Oktober bis Januar kann man ihre Blüten betrachten, die auf der Vorderseite gelb sind und auf der Rückseite eine rötliche Tönung aufweisen.
- Mutisia acerosa: Man findet sie in Argentinien, sowie in Chile zwischen Coquimbo und Maule. Ihr lokaler Name ist: „romerillo de cordillera“ (Kordillerenrosmarin). Es handelt sich um einen Strauch, der sich beim Wachsen auf andere stützt. Seine Blüten sind weiß und zur Mitte hin rosa gefärbt. Der Name „acerosa“ (stählern) verweist auf die zugespitzte Form der Blätter, die länglich und stachelspitzig sind.
- Mutisia subulata: In Argentinien und Chile einheimischer Halbstrauch, der in letzterem Land zwischen Coquimbo und Biobío vorkommt. Der lokale Name ist: „flor de Granada“ (Granatblume) oder auch „hierba del jote“ (Geierkraut).
- Mutisia latifolia: In Chile endemisch, kommt sie in der Metropolitanregion, sowie in der Region Valparaíso vor. Der lokale Name ist: „clavel del campo“ (Landnelke). Es handelt sich um einen Halbstrauch als Schlingpflanze mit rosa Blüten, elliptischen Blättern und Achänen als Frucht.

#### Orchideen

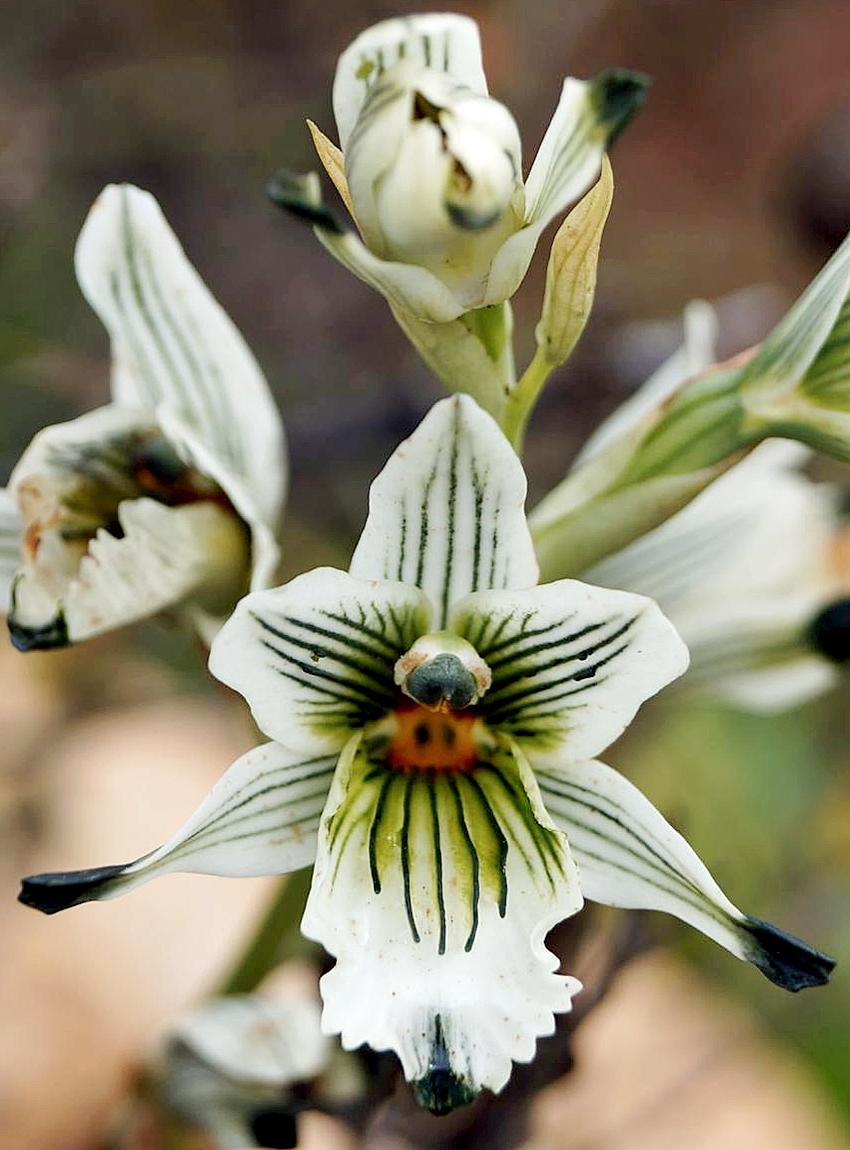
Chloraea bletioides, eine chilenische Orchidee, ist auch im Nationalpark La Campana vorhanden.

Orchideen sind in Chile eher selten. Die große Mehrheit der 17000 weltweit existierenden Arten, die in 800 verschiedenen Gattungen zusammengefasst sind, wachsen in tropischem Klima. In Chile existieren dagegen nur 47 Arten (die sieben verschiedenen Gattungen angehören), von denen mehr als die Hälfte endemisch sind.
Die Gattungen Bipinnula, Gavilea und Chloraea sind primitiv, sie sind austroamerikanisch und ähneln den Gattungen Lyperanthus und Caladenia, die in Australien, Neuguinea und Neuseeland zu finden sind.
Die Mehrheit der chilenischen Arten gehören den Gattungen Gavilea und Chloraea an. Im Park La Campana sind acht Taxonen registriert worden. Bei fünf davon handelt es sich um strikt in Chile endemische Orchideen:
- Bipinnula plumosa: In Chile bekannt als „la flor del bigote“ (die Blume mit dem Schnurrbart). Mehrjährige Pflanze von etwa 50 cm Höhe. Im Park La Campana wächst sie zwischen 700 und 1100 m ü. d. M., in der Umgebung des Weges zur Mine Pronosticada.
- Gavilea venosa: Kraut, das auf 1200 bis 2200 m ü. d. M. zwischen Valparaíso und Biobío zu finden ist. Es ist unter den Lokalnamen „orquídea del campo“ (Feldorchidee) oder „pico de loro“ (Papageienschnabel) bekannt.
- Chloraea bletioides: Ebenfalls in Chile endemisch, mit Vorkommen vom Reliktwald von Cerro Santa Inés bis Curicó. Im Park blüht sie auf 750 m ü. d. M. in der Nähe der „Zweiten Wasserstelle“ (Andinisten-Pfad). Es handelt sich um eine Orchidee mit weißen Blüten, die grüne Linien aufweisen, manchmal zur Mitte hin orange gefärbt.
- Chloraea galeata: Orchidee mit weißen Blüten, die als in Chile endemisch klassifiziert ist und zwischen Valparaíso und Concepción auftritt. Sie blüht auf 1100 m ü. d. M. im Bereich Ocoa, in der Umgebung des Pfads, der zum Pass führt.
- Chloraea chrysantha: Sie blüht im Park auf etwa 1000 m ü. d. M., sowohl in der Umgebung des Andinisten-Pfads, wie auch im Bereich Ocoa. Die Blüten sind gelb, mit Tönungen in orange und man sieht sie von Oktober bis Dezember.

Weitere drei Arten sind in Chile und Argentinien endemisch:
- Brachystele unilateralis
- Chloraea picta
- Chloraea cylindrostachya

#### Sauergrasgewächse
Abgesehen von den zuvor beschriebenen schönen Blumen tut sich in der Krautschicht der in den feuchteren Bereichen des Parks vorhandenen Pflanzengemeinschaften (vor allem an den Wasserläufen) auch Cyperus eragrostis hervor, eine entfernt mit dem Papyrus verwandte Art. Ein in Südamerika weit verbreitetes, mehrjähriges Sauergrasgewächs, mit Stängeln von etwa 40 bis 60 cm Höhe, rhizomatosen Wurzeln und Schilfaspekt.

### Sukkulenten
An den nördlich ausgerichteten Hängen sind Sukkulenten der Familien Cactaceae und Bromeliaceae häufig vertreten. Die Kaktusart des Quisco und die Chagual beherrschen die vegetale Landschaft, mit mehreren beschriebenen Taxonen:
- Trichocereus chiloensis („quisco“ genannt, der gewöhnliche Kaktus, in Chile endemisch zwischen Atacama und Maule)
- Neoporteria curvispina (die Gattung Neoporteria ist auch unter dem gleichbedeutenden Namen Eriosyce bekannt)
- Puya berteroniana Mez.[45] ist die größte unter den chilenischen Puya und wird lokal „chagual azul“ genannt. Es handelt sich um eine Pflanze mit blaugrünen Blüten, für die gerade hier am Berg La Campana das Phänomen der Selbstentzündung beschrieben worden ist. Diese noch nicht im Detail untersuchte Eigenschaft sollen die anderen Puya-Arten ebenfalls besitzen.[46]
- Puya chilensis Molina (Chagual, cardón) mit grüngelben Blüten[45]
- Puya coerulea Lindl. (Chagual chico) etwas kleiner[45] mit violetten bis dunkelvioletten Blüten, ähnlich der Puya venusta, aber mit Blütenzweigen.[46]

### Kletterpflanzen
Im Park La Campana, insbesondere an den schattigeren Stellen mit dichterer Vegetation, gibt es eine Vielzahl von Pflanzen, die an Bäumen und Sträuchern klettern, eine Anpassung, die es ihnen ermöglicht, sich einen besseren Zugang zum Licht zu verschaffen. Unter den Kletterpflanzen der Gattung Tropaeolum (Familie Tropaeolaceae) ist die Präsenz folgender Taxone registriert:
- Tropaeolum tricolor
- Tropaeolum cilliatum ssp. septentrionale
- Tropaeolum azureum

### Baumarten

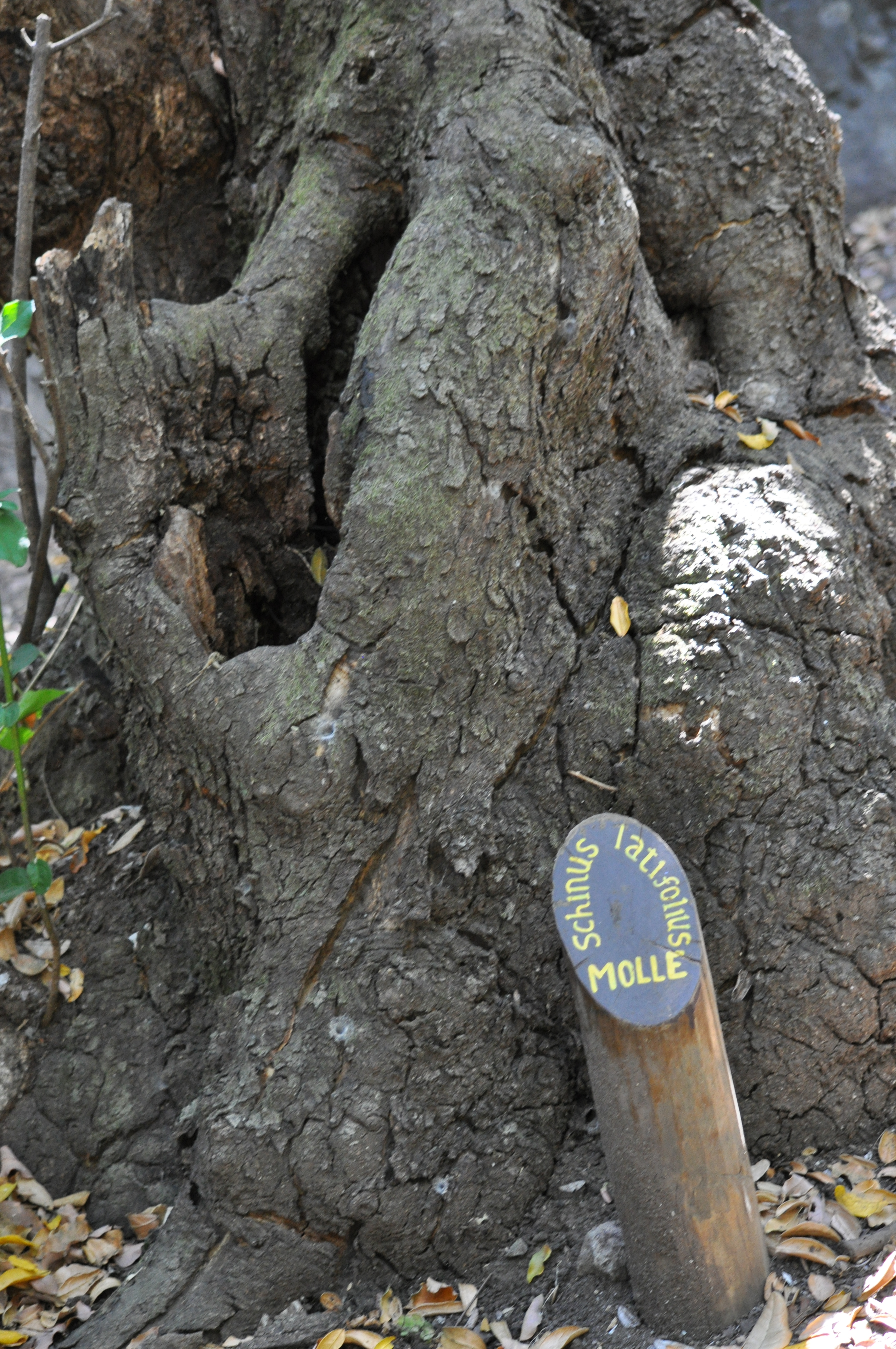
Stamm eines alten Molle (Schinus latifolius) am Rundgang „La Canasta“, auf dem die Baumarten auf Schildern angegeben sind

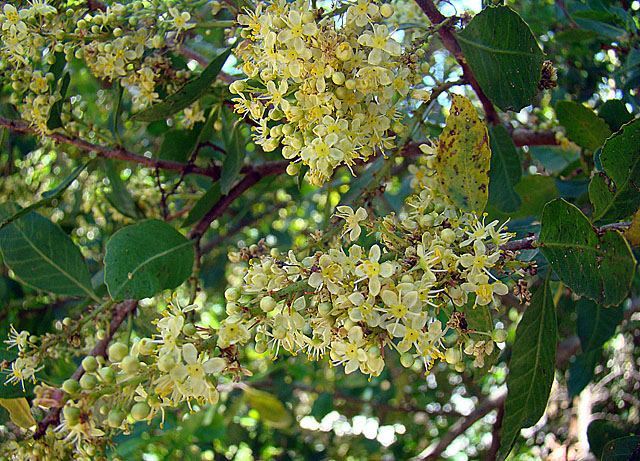
Blüten und Blätter einer der als „molle“ bekannten Arten: Schinus latifolius

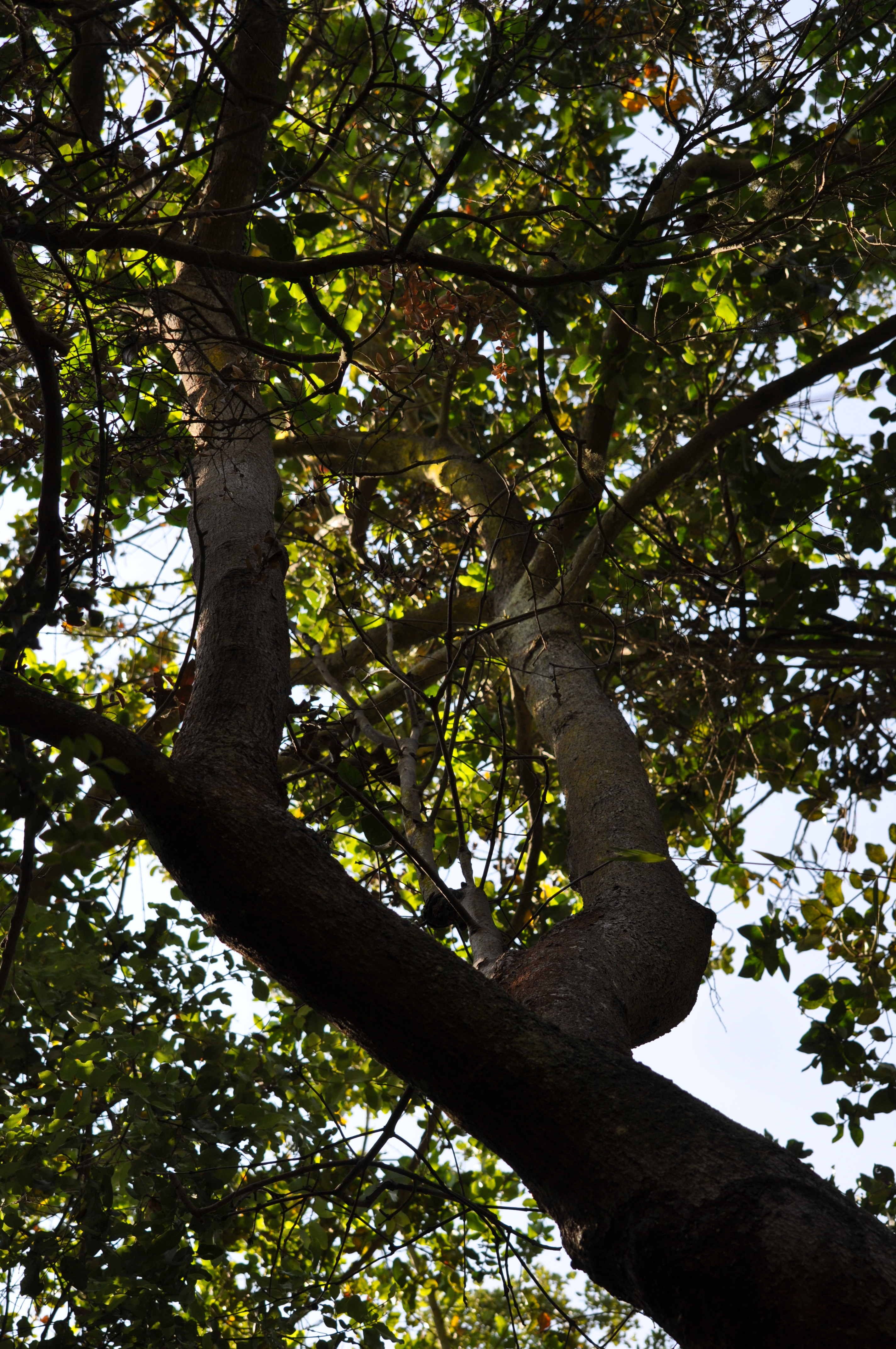
Der Belloto Beilschmiedia miersii, Rundgang „La Canasta“

Die Bäume im Park sind fast alle immergrün, mit einigen Ausnahmen, wie der Südbuche (Nothofagus macrocarpa), bei dem es sich um einen laubabwerfenden monözischen Baum handelt, oder des Espino (Acacia caven), der auch im Herbst seine Blätter verliert.
Folgende sind die 22 wichtigsten im Park La Campana vertretenen Baumarten:
| - Acacia caven (espino) - Azara celastrina (corcolén) - Azara petiolaris (maquicillo, lilén) - Beilschmiedia miersii (belloto) - Citronella mucronata (naranjillo, huillipatagua) - Crinodendron patagua (patagua) - Cryptocarya alba (peumo) - Dasyphyllum excelsum (palo santo, tayú) - Drimys winteri (canelo) - Escallonia pulverulenta (corontillo) - Lomatia hirsuta (radal) | - Kageneckia oblonga (bollén) - Lithraea caustica (litre) - Luma chequen (chequén) - Sophora macrocarpa (mayu) - Myrceugenia obtusa (arrayán) - Nothofagus macrocarpa (roble) - Persea meyeniana (lingue) - Peumus boldus (boldo) - Quillaja saponaria (quillay) - Rhaphithamnus spinosus (arrayán macho, huayún) - Schinus latifolius (molle) |

### Straucharten

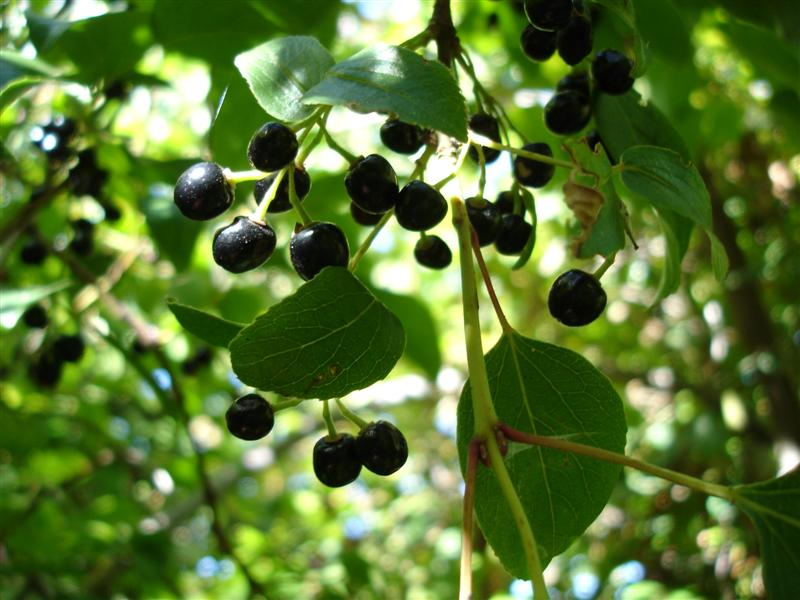
Aristotelia chilensis (maqui)

Im Park wächst eine Vielfalt von Sträuchern, viele von ihnen mit auffälligen Blüten (wie die Fuchsia magellanica), und exotische essbare Früchte, wie der „Maqui“ (Aristotelia chilensis). Mehreren dieser Arten werden heilende Eigenschaften zugeschrieben und diese finden bei Behandlungen der volkstümlichen Medizin profuse Anwendung (beispielsweise wird die Aristeguietia salvia zu Infusionen und Bädern gegen Rheumatismus verwendet, Colliguay gegen Zahnschmerzen oder Pingo-Pingo zur Linderung von Beschwerden der Harnwege). Die Blätter einiger Sträucher, wie zum Beispiel „Oreganillo“ (Satureja gilleisii), werden für kulinarische Zwecke verwendet und dienen zum Würzen verschiedener Gerichte. Einige dieser Sträucher liefern Holz mit besonderen Eigenschaften: das Holz der Aristotelia chilensis dient zum Instrumentenbau und die Rinde des Crucero (Colletia hystrix) ist nützlich zum Waschen von Kleidung oder der Haare. Der Teufelstabak, „tabaco del diablo“ (Lobelia excelsa), ist der einzige Strauch, der in seinen Stängeln ein giftiges, höchst toxisches Latex enthält, das von einigen Drogenkonsumenten als gefährliches Rauschgift verwendet wird.
Wegen ihrer Endemik sind folgende 20 Taxonen im Park La Campana besonders wichtig:

#### In Chile endemische Straucharten
| - Acrisione denticulata (palo de yegua) - Adenopeltis serrata (colliguay macho, lechón) - Aristeguietia salvia (salvia macho, pegajosa) - Colliguaja odorifera (colliguay, lechón) - Chusquea cumingii (quila, quila chica) - Gochnatia foliolosa (mira) - Lobelia polyphylla (tupa) | - Lobelia excelsa (tabaco del diablo, tupa) - Porlieria chilensis (guayacán) - Retanilla ephedra (retamilla, frutilla del campo) - Retanilla trinervia (trevo, trevu) - Satureja gilleisii (oreganillo) - Sphacele salviae (salvia) |

#### In Chile und Argentinien endemische Straucharten
- Aristotelia chilensis (maqui)
- Colletia hystrix (crucero, yaqui, junco minero)
- Ephedra chilensis (pingo-pingo, solupe)
- Fuchsia magellanica (chilco)
- Ribes punctatum (zarzaparrilla, parrilla, uvilla)

#### Auch in anderen südamerikanischen Landschaften endemische Straucharten
- Otholobun grandulosum (culén). Eine in Chile und Peru endemische Art.
- Schinus polygama (hingán). Eine in Argentinien, Bolivien, Uruguay und Chile heimische Art.

## Fauna
In seinen komplexen biologischen Strukturen beherbergt das Ökosystem in La Campana eine besondere Biodiversität an Tierarten. Wenngleich sich auch hier derselbe pyramidale Aufbau aller Ökosysteme wiederholt, üben hier außerdem das Relief und der Reliktcharakter bestimmter Teile des Waldes ihren Einfluss aus, sodass sich innerhalb des Parks bereichsweise Tiergemeinschaften herausgebildet haben, mit endemischen Arten von äußerst lokaler Ausbreitung oder gar solchen, die nur im Bereich La Campara zu finden sind. Jedenfalls sind unter den Säugetieren die pflanzenfressenden Arten sehr viel zahlreicher als die fleischfressenden. Und unter den Vögeln sind Singvögel zahlreicher als Raubvogelarten.

### Säugetiere

#### Fleischfresser
Im Park sind Beobachtungen verschiedener Fleischfresserarten verzeichnet, aber da es sich um Tiere handelt, die große Strecken zurücklegen und deren Häufigkeit gering ist, geschieht es nicht oft, dass ein gelegentlicher Besucher auf eines davon trifft. Es ist jedoch das Auftreten folgender Fleischfresser verzeichnet:
Füchse (Canidae)

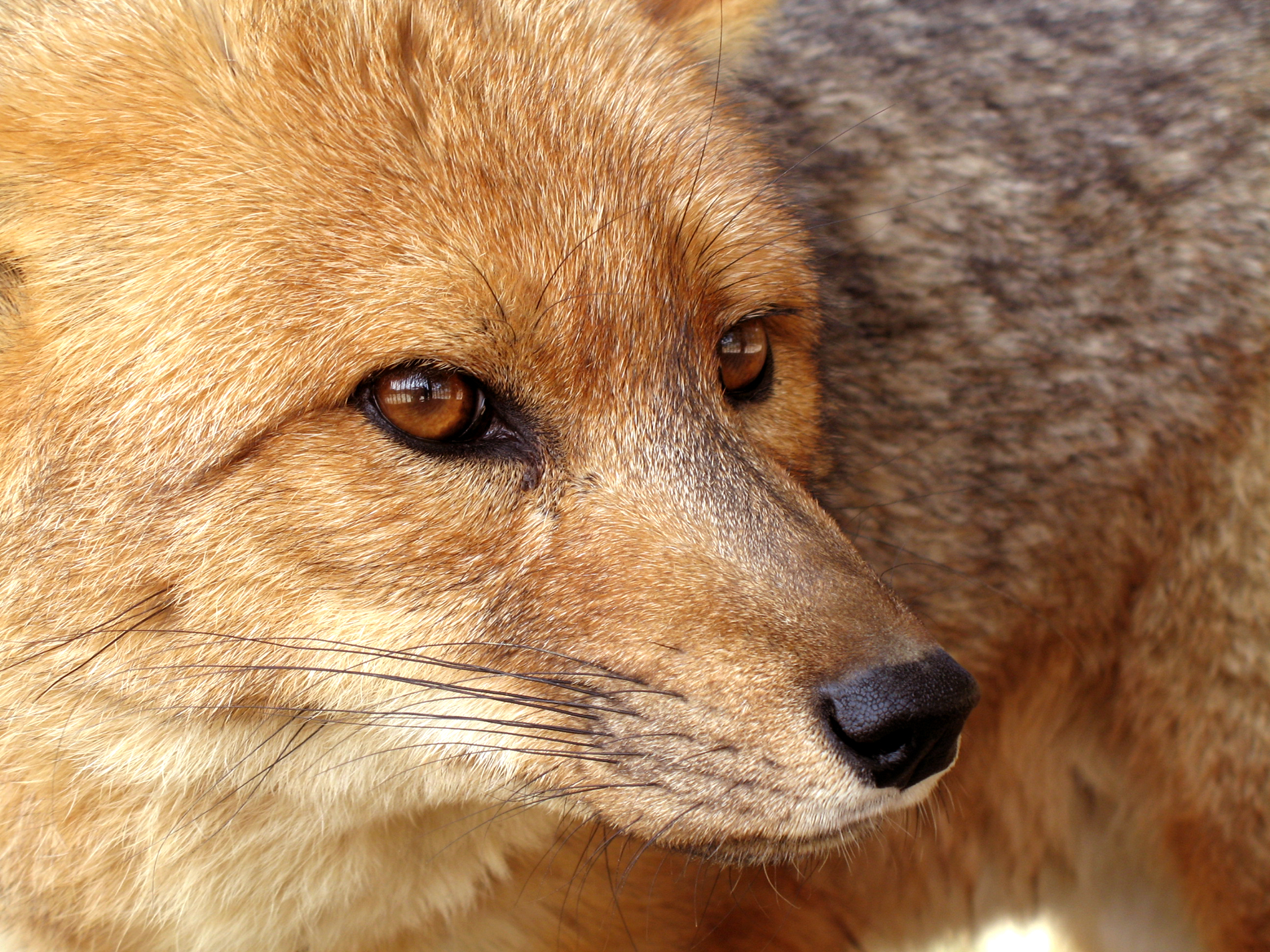
Zorro culpeo

- Zorro culpeo (Lycalopex culpaeus): Seine Größe, vom Kopf bis zum Schwanz, beträgt bis zu einen Meter. Sein Fell ist braun mit gelblichen Obertönen. Er ist Jäger und Allesfresser. Er ist im gesamten Land zu finden und im Bereich des Parks ist er bei Sonnenaufgang und in der Abenddämmerung gesichtet worden. In den letzten Jahren ist zu den Veränderungen der hydrologischen Becken und des Wasserverbrauchs noch eine ausgesprochene Dürre hinzugekommen, von der die Region in den Jahren 2007–2008 und 2014–1025 betroffen war. Hierdurch werden die Füchse gezwungen, ihr natürliches Habitat in den höher gelegenen Zonen zu verlassen und weiter unten im Park nach Quellen zu suchen. Damit verlieren sie ihre gewohnte Umgebung für die Jagd, manchmal mit schwerwiegenden Folgen für ihre Gesundheit, sodass in letzter Zeit einige unterernährte Exemplare von Förtern gerettet werden mussten.
- Zorro chilla (Lycalopex griseus): Es handelt sich um einen etwas kleineren Fuchs, als der vorige, der die in regnerischen Jahren im Park häufig vorhandenen Nagetiere jagt. Wenngleich er in Dürrezeiten zu überleben vermag, indem er sich von Insekten und den Früchten von Peumo und Litre ernährt, so beeinträchtigt der Wassermangel auch die Ernährung dieser Art in beträchtlichem Maß.

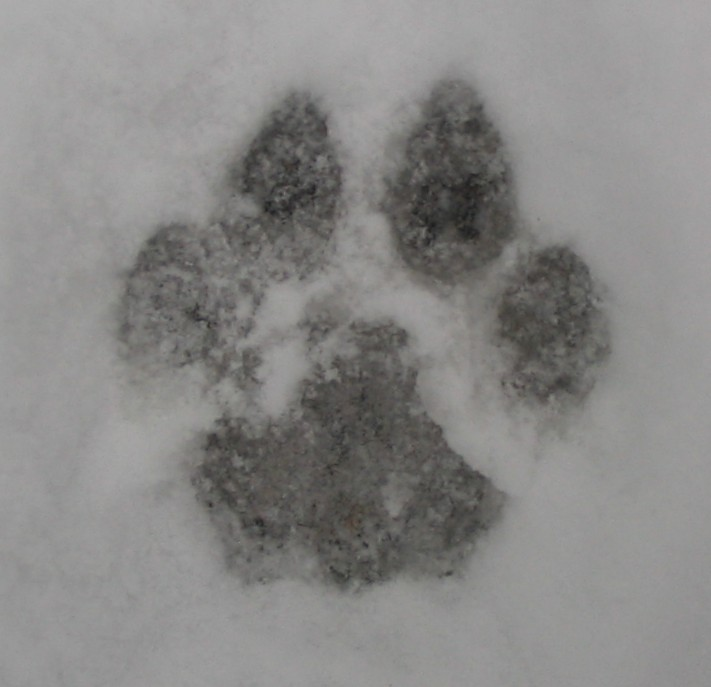
Spur eines Puma

Katzentiere
Zweifelsohne handelt es sich hierbei überhaupt um die rarsten und bedrohtesten Arten im Park und überhaupt in der Region:
- Puma (Puma concolor oder Felis concolor), der „amerikanische Löwe“, ist das größte Katzentier des Kontinents. Im Park ist es im Bereich Ocoa gesichtet worden. Wahrscheinlich hatte es hier vor Zeiten mehr Nahrung, bevor die Guanacos in der Gegend ausstarben. Heute steigt er aus höher gelegenen Bereichen herab, um sich von Hasen oder Schafen aus landwirtschaftlichen Umgebungen zu ernähren.
- Colocolo (Leopardus colocolo). Ein Katzentier mit braunem Fell, mit gräulichen und rötlichen Obertönen. Eine weitere Eigenschaft ist ein dunkler Streifen auf seinem Rücken und bis zum Ansatz des Schwanzes. Es ist nachtaktiv und bewohnt das Buschwerk im Park. Seine Größe beträgt bis zu etwa eineinhalb Meter.
- Güiña (Leopardus guigna). Kleines Katzentier mit gelblichem Fell, etwas kleiner als die Hauskatze. Es lebt in den Baumkronen an den dichteren Stellen. Es ernährt sich von Vögeln und Nagetieren. Obwohl es weniger selten ist, als andere Katzentiere, ist es vor allem nachtaktiv, weswegen seine Sichtung durch einen gelegentlichen Parkbesucher ebenfalls wenig wahrscheinlich ist.

Marder
- Quique (Galictis cuja): Ein sehr schnelles und gelenkiges Tier, ein geschickter Jäger von Hasen- und Nagetieren. Im Park bewohnt es das Buschwerk der niederen Bereiche, sowohl im Cajón Grande, wie auch in Ocoa.

Stinktiere

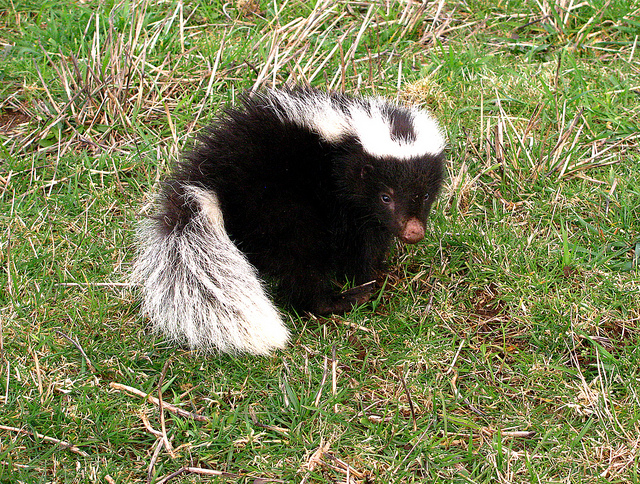
Das Chingue (Conepatus chinga) ist sowohl in Ocoa wie auch in Granizo gesichtet worden.

- Chingue (Conepatus chinga): Dieses Stinktier misst etwa 70 cm und ernährt sich vor allem von Würmern (es besitzt einen hervorragenden Geruchssinn, sowie lange Krallen an den Vorderbeinen, sodass es keinerlei Probleme dabei hat, sie auszugraben), anderen Weichtieren, sowie Fröschen und Echsen. Bei Bedrohung spritzt es eine sehr übelriechende Flüssigkeit bis zu drei Meter weit zurück. Es ist in den Parkbereichen Ocoa und Granizo gesichtet worden.

#### Nagetiere

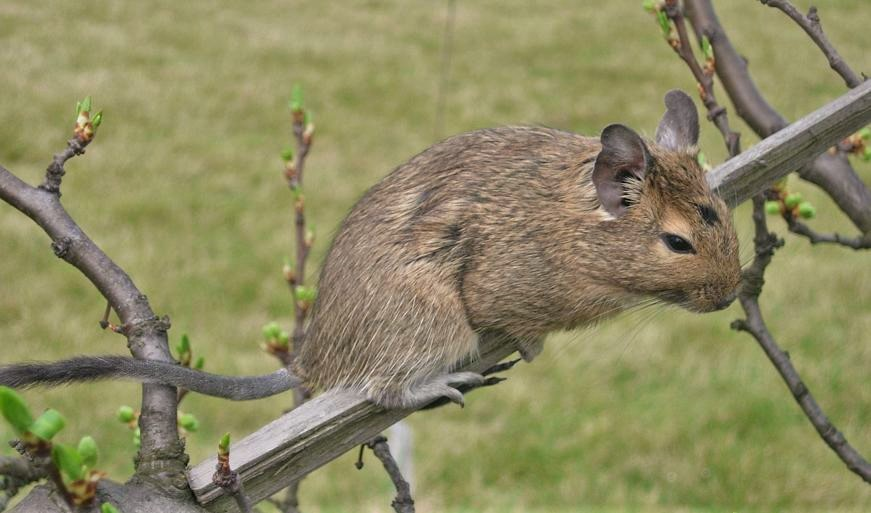
Degu (Octodon degus)

Auf dem Gebiet von La Campana sind 13 Arten der Ordnung Rodentia beobachtet worden, von denen 11 hier einheimisch sind, während zwei weitere eher dem städtischen Habitat angehören, aber zunehmend dazu übergegangen sind, auch diese Wildgebiete zu bevölkern: die Schwarzratte und die Maus (Rattus rattus und Mus musculus).
Unter den einheimischen Arten stechen die beiden tagaktiven hervor:
- Degu (Octodon degus), eine kletternde und grabende Art, ist für den Bereich des Parks sehr charakteristisch, insbesondere für Gebiete mit xerophilem Hartlaubdickicht. Degus sind Pflanzenfresser und im Bereich Ocoa ernähren sie sich hauptsächlich von den Früchten der chilenischen Palme, sowie untergeordnet auch von denen des Litre, Trevo und Colliguay.
- Vizcacha (Lagidium viscacia), ist das größte Nagetier im Park und kann vom Maul bis zum Schwanz bis zu 60 cm messen. Es ist ein Pflanzenfresser und sehr agil. Es zieht die höher gelegenen Zonen vor und lebt in Familiengemeinschaften.

Die anderen neun Arten sind nachtaktiv oder bevorzugen die Dämmerung:
- Cururo (Spalacopus cyanus), eine pflanzenfressende Art mit unterirdischem Habitat.
- „Ratón topo“, die „Maulwurfsmaus“ (Chelemys megalonix), ein Allesfresser, den man in Schluchten mit üppiger Vegetation findet.
- „Ratón colilarga“, die „Langschwanzmaus“ (Oligoryzomys longicaudatus, Oligoryzomys longicaudatus), ein kleines Nagetier mit besonders langem Schwanz (doppelt so lang wie sein Körper), ist auch deshalb bekannt, weil ein Teil der Population den Hantavirus überträgt.
- „Ratón orejudo“, die „Ohrenmaus“ (Phyllotis darwini), hat auch einen langen Schwanz, sowie große Ohren. Sie lebt im Gebüsch.
- „Ratón pelo largo“, die „Langhaarmaus“ (Abrothrix longipilis), ist eine kleine Maus mit üppigem und langhaarigem Fell, die in Chile, Argentinien und auch in anderen südamerikanischen Ländern zu finden ist. Im Park lebt sie in den von Buschwerk geprägten Zonen.
- „Ratón oliváceo“, die „olivgrüne Maus“ (Abrothrix olivaceus), eine Maus, die im offenen Buschland lebt, sowie im Südbuchenwald (Nothofagus) in Chile und Argentinien, vor allem in Nordpatagonien.[52]
- „Ratón chinchilla“, die „Chinchilla-Maus“ (Abrocoma bennetti), eine nachtaktive Art, die zum Teil den Bau des (tagesaktiven) Degu mit nutzt.
- „Degú del matorral“, das „Buschwerk-Degu“ (Octodon lunatus), findet man im Park an den Stellen mit größerer Feuchtigkeit und höherer Vegetationsdichte.
- Coipo (Myocastor coypus), wenngleich seine Anwesenheit registriert wurde, handelt es sich um eine im Park sehr seltene Art, da sie für ihre Entwicklung Orte mit stillen Wassern benötigen würde, sowie weniger Fressfeinde.

#### Hasentiere
Beide Arten der Ordnung Lagomorpha, die in verschiedenen Landesteilen von Chile zu finden sind (keine davon ist endemisch, sondern beide wurden aus Europa eingeführt), sind auch in Teilen des Parks anzutreffen, vor allem in den Bereichen Cajón Grande und Ocoa. Während Kaninchen in großen Familiengemeinschaften leben, die sich einen Bau mit mehreren Eingängen teilen, von wo aus sie in Gruppen in ihre Umgebung hinausgehen, sind Hasen relativ unbewegliche Einzelgänger, die wegen ihres unscheinbaren Fells oft übersehen werden. Bei jeder als Bedrohung durch einen Fressfeind interpretierten Bewegung pflegen sie bei hoher Laufgeschwindigkeit zu fliehen. Deshalb ist es für einen Parkbesucher wahrscheinlicher, auf Kaninchen zu treffen, und weniger wahrscheinlich, einen Hasen zu Gesicht zu bekommen.
- Kaphase (Lepus capensis)
- Wildkaninchen (Lepus capensis)

#### Beuteltiere

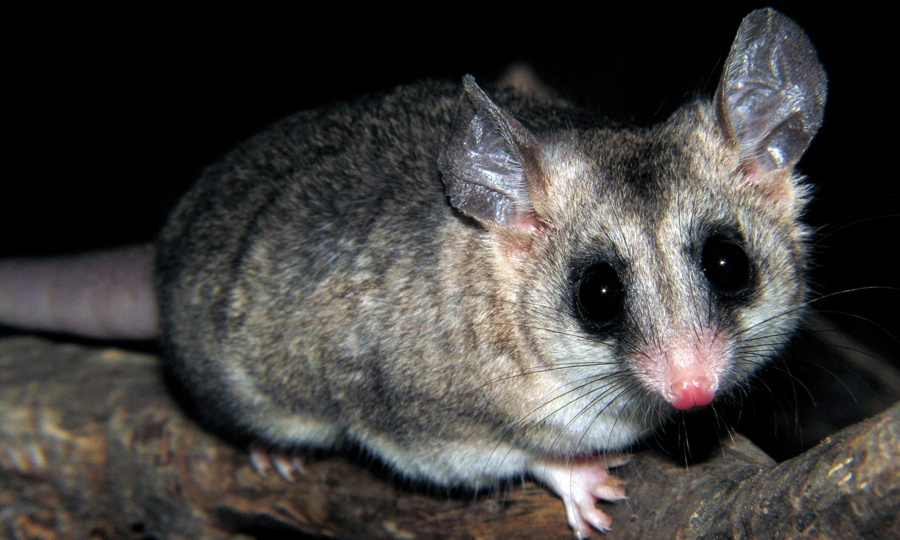
Die Yaca (Thylamys elegans) lebt im Park im Buschwerk

- Die Yaca (Thylamys elegans), ist eine nachtaktive kleine Beutelratte (sie ist etwa 25 cm groß und wiegt nicht mehr als 20 g), die im Park vor allem im Buschwerk lebt, sowie in den felsigen Zonen auf halber Höhe, wobei sie oft verlassene Vogelnester benutzt. Obwohl sie kein Marsupium besitzt, weist sie Kennzeichen der anderen Beuteltiere auf: ihre Jungen haben eine dürftige intrauterine Entwicklung und wachsen nach der Geburt an die Zitzen der Mutter geklammert auf, bis sie in der Lage sind, selbstständig zu überleben.[53]

### Vögel
Ohne Zweifel verfügt der Park La Campana über einen ganz besonderen Vogelreichtum und ist deswegen in Mittelchile einer der geeignetsten Orte, um die große Vogelvielfalt auf einen einzigen Park konzentriert zu beobachten.

#### Häufigste Singvögel

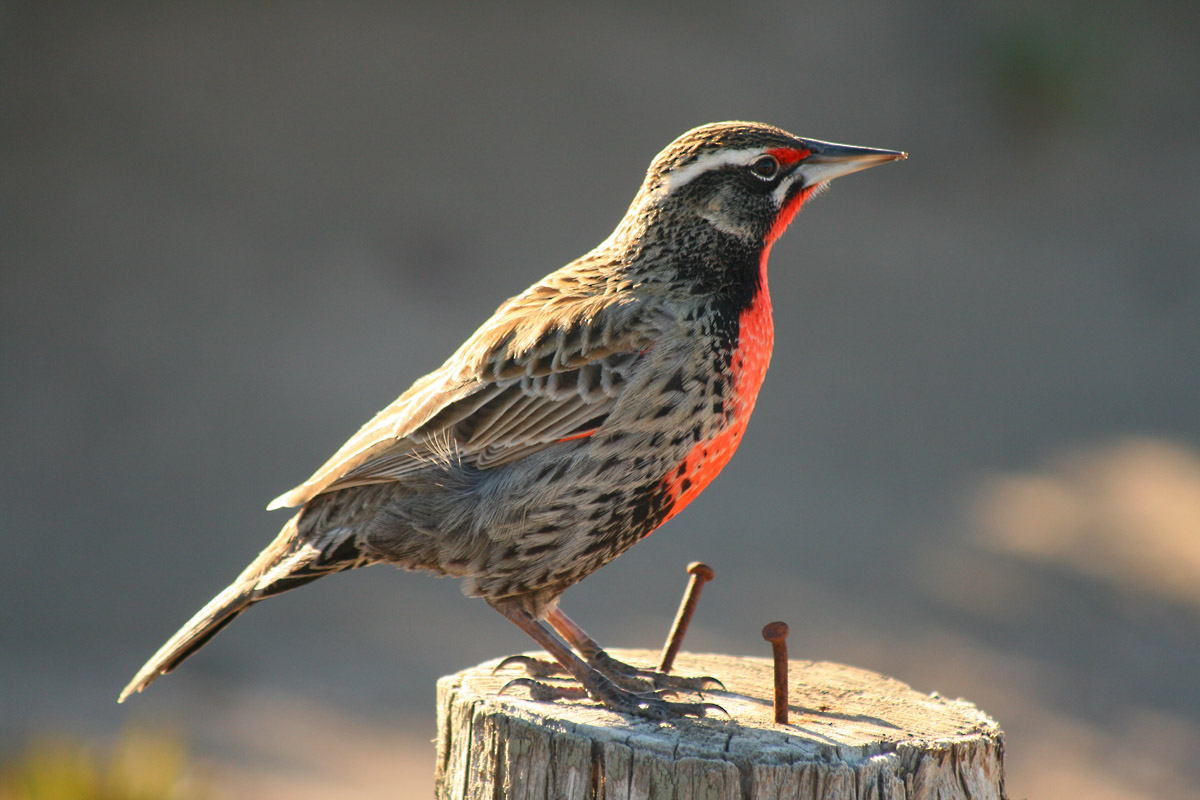
Sturnella loyca: ein Männchen, mit seinem eigenartigen roten Brustkleid

Folgende Vogelarten sind im Park stark vertreten und können von Besuchern problemlos gesichtet werden. Sie sind in den unterschiedlichsten Bereichen des Parks weit verbreitet:
| - Tórtola (Zenaida auriculata) - Diuca (Diuca diuca) - Diucón (Xolmis pyrope) - Cometocino patagónico (Phrygilus patagonicus) - Rara (Phytotoma rara) - Chincol (Zonotrichia capensis) - Fiofío (Elaenia albiceps) - Jilguero (Carduelis barbata) | - Zorzal (Turdus falcklandii) - Tenca (Mimus thenca) - Torcaza (Columba araucana) - Tordo (Curaeus curaeus) - Loica (Sturnella loyca) - Mirlo (Molothrus bonariensis) - Chirigüe (Sicalis luteola) |

#### Bodenvögel

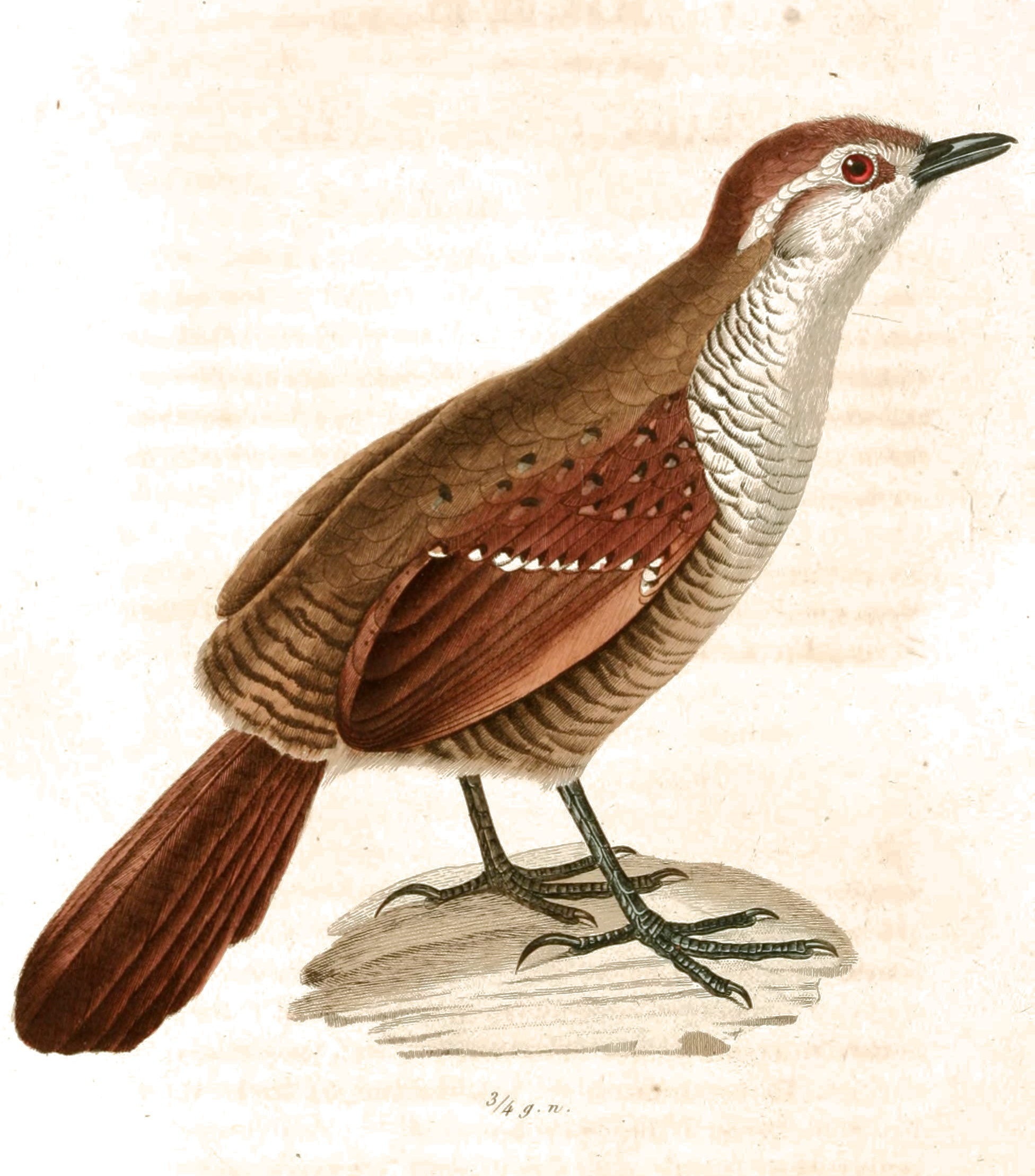
Scelorchilus albicollis, eine in Chile endemische Vogelart, deren lokaler name („tapaculo“, „Gesäßbedecker“) sich auf die abwärts gerichteten Schwanzfedern bezieht

- „Perdiz“, das Rebhuhn (Nothoprocta perdicaria), eine in Chile endemische Art.
- „Codorniz“, die Wachtel (Callipepla californica), einheimisch in Kanada, Mexiko und den USA.
- „Tapaculo“, der „Gesäßbedecker“ (Scelorchilus albicollis), eine in Chile endemische Art.
- „Churrín“ (Scytalopus fuscus), eine in Chile endemische Art.
- „Turca“ (Pteroptochos megapodius), eine in Chile endemische Art.
- „Chiricoca“ (Ochetorhynchus melanurus), eine in Chile endemische Art.
- „Canastero“, der „Korbflechter“ (Asthenes humicola, Pseudasthenes humicola), einheimisch in Chile und Argentinien.[54]

#### Klettervögel
- Pitío (Colaptes pitius)
- Comesebo, der „Talsfresser“ (Pygarrhichas albogularis)
- Carpinterito, der „kleine Zimmenmann“ (Picoides lignarius)

#### Wasservögel
Auf dem Gebiet des Parks gibt es praktisch keine Sümpfe, Teiche oder Seen, und trotzdem haben sich einige Wasservögel an das Leben an den kleinen Bächen, Kanälen und anderen Feuchtgebieten angepasst.
- Garza grande, der „große Reiher“ (Casmerodius albus)
- Garza chica, der „kleine Reiher“ (Egretta thula)
- Huairavo (Nycticorax nycticorax)
- Churrete acanelado (Cinciodes fuscus)
- Pidén (Pardirallus sanguinolentus)

#### Kleinvögel aus dichter Vegetation
In den feuchteren Zonen mit dichterer Vegetation leben und nisten eine Reihe kleiner Vögelchen, vornehmlich Insektenfresser (obwohl einige sich auch von Samen ernähren). Es handelt sich um folgende Arten:
- Tijeral, der „Dachstuhl“ (Leptasthenura aegithaloides)
- Colilarga, der „Langschwanz“ (Sylviorthorhynchus desmursii)
- Rayadito, der „kleine Gestreifte“ (Aphrastura spinicauda)
- Cachudito (Anairetes parulus)
- Chercán (Troglodytes aedon)

#### Tagaktive Raubvögel
Diese Vögel haben, dank der besonderen Eigenschaften ihrer Netzhaut, ein sehr stark herausgebildetes Sehvermögen, sodass sie bei der Jagd ihre Beute aus großer Höhe erblicken können, auch wenn es sich dabei um relativ kleine Tiere handelt. Sie verhalten sich anderen Raubvögeln gegenüber aggressiv, markieren ihr Gebiet und verteidigen es. Auch Eindringlingen ihrer selben Art gewähren sie keinen Zugang zu dem Raum, den sie sich (bzw. ihrem Paar oder ihrer Familie, wie im Fall des Cernícalo) zu eigen gemacht haben.
- Cóndor (Vultur gryphus). Dies ist der Vogel mit der weltweit größten Spannweite (3,5 m) und obwohl er vor allem in den Anden lebt (dort nistet er), wechselt er im Winter häufig in die Küstenkordillere über, wo es in den höheren Lagen von La Campana und El Roble Gelegenheit gibt, ihn zu beobachten.
- Jote (Coragyps atratus)
- Gallinazo (Cathartes aura)
- Tiuque (Milvago chimango)
- Aguilucho (grande) (Buteo polyosoma), die große Aguilucho-Art
- Aguilucho (chico) (Buteo albigula), die kleine Aguilucho-Art
- Cernícalo (Falco sparverius)
- Peuco (Parabuteo unicinctus)
- Peuquito (Accipiter bicolor)

#### Nachtaktive Raubvögel

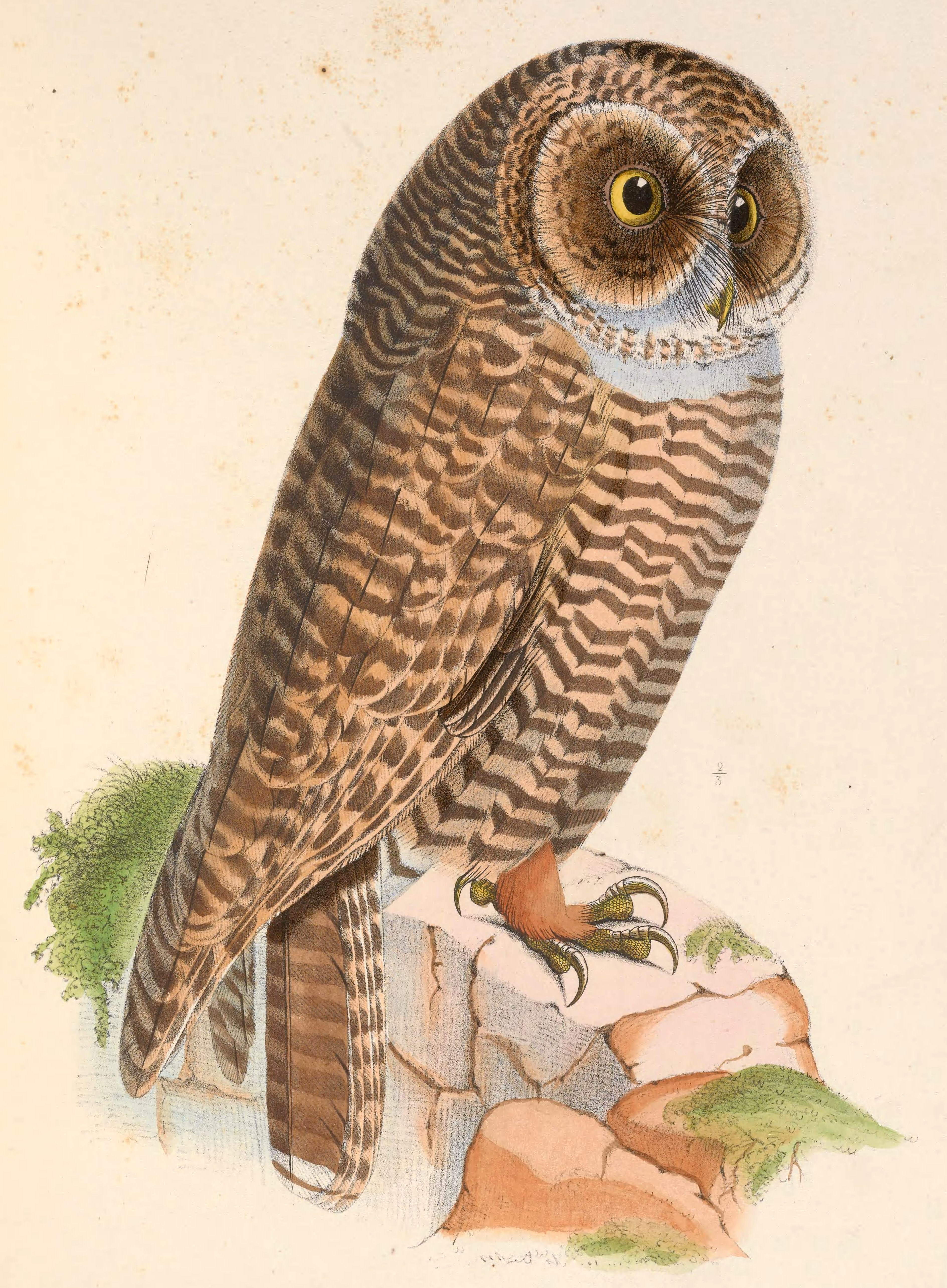
Der Rotfußkauz lebt in den dichteren Zonen des Parks mit alten und hohen Bäumen.

Für Raubvögel, die nachts jagen, ist das Gehör der ausschlaggebende Sinn. Ihre enormen Augen, deren Unbeweglichkeit durch die agile, schnelle und weitwinklige Bewegung des Kopfes kompensiert wird, sind für die Jagd weniger wichtig als es scheint (in der Tat können sie mit verdeckten Augen weiter ihre Beute ausfindig machen, während die Jagd für sie bei unterbundenem Gehörsinn unmöglich wird). Mit ihren scharfen Klauen fangen und töten sie ihre Beute, die sie anschließend im Ganzen verschlingen. Ihr Verdauungsapparat verfügt über einen Drüsenmagen, der eine sehr effiziente Verdauung ganzer Beutetiere ermöglicht, wonach ein Gewölle ausgewürgt wird, das aus Knochen, Haaren und anderen unverdaubaren Beuteteilen besteht. Im Nationalpark La Campana besteht ihre Hauptnahrung aus Nagern und Hasen, obwohl einige dieser Vögel, wie beispielsweise die Eule, auch kleine Vögel, Fledermäuse und diverse Insekten jagen.
- Pequén (Athene cunicularia)
- Chuncho (Glaucidium nana)
- Tucúquere (Bubo magellanicus)
- Lechuza (Tyto alba)
- Concón (Strix rufipes)

### Reptilien

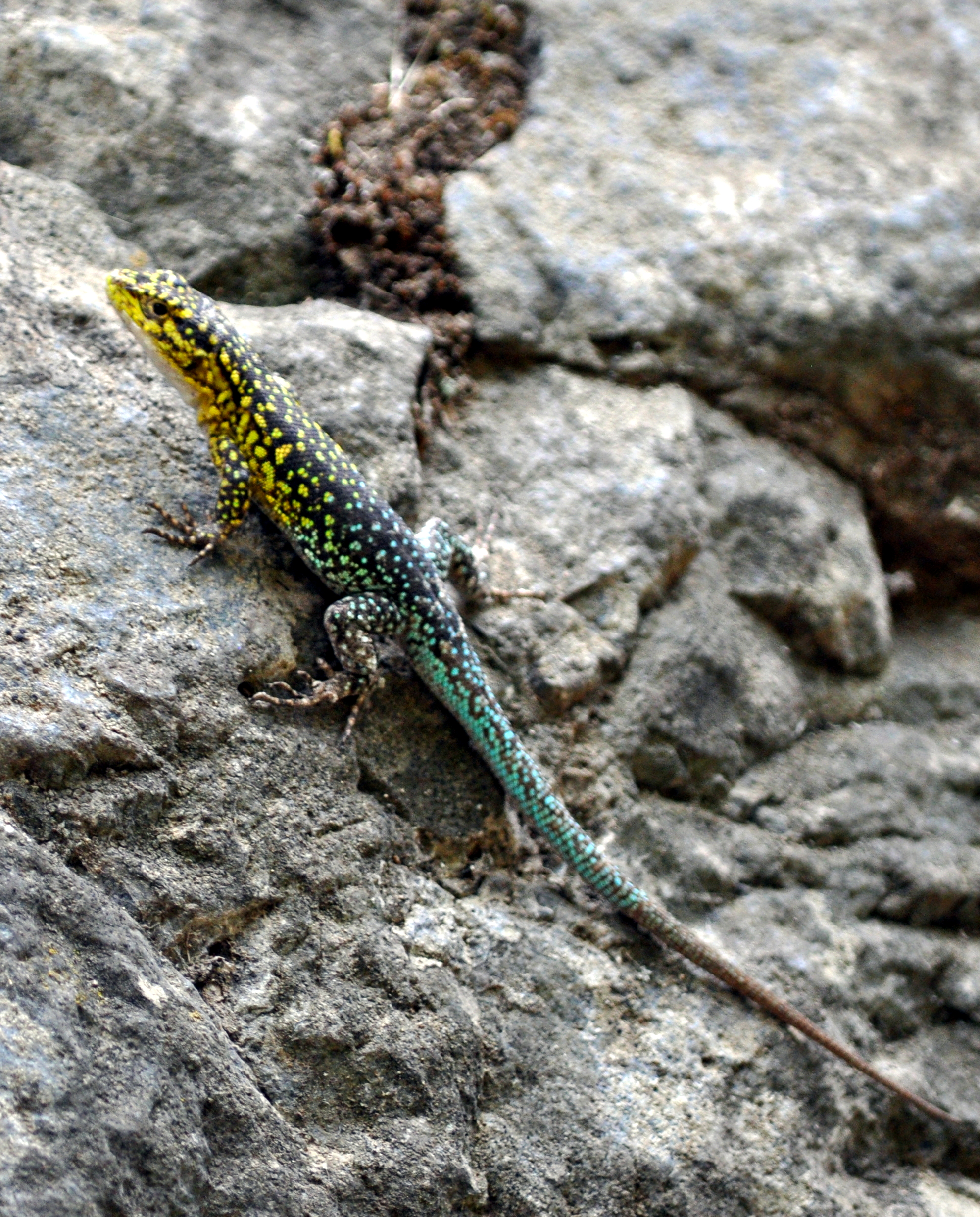
Liolaemus tenuis. Foto aufgenommen in der Nähe der „Ersten Wasserstelle“ (am Lauf der „La Campana“-Schlucht) auf dem „Andinisten-Pfad“, 630 m ü. d. M.

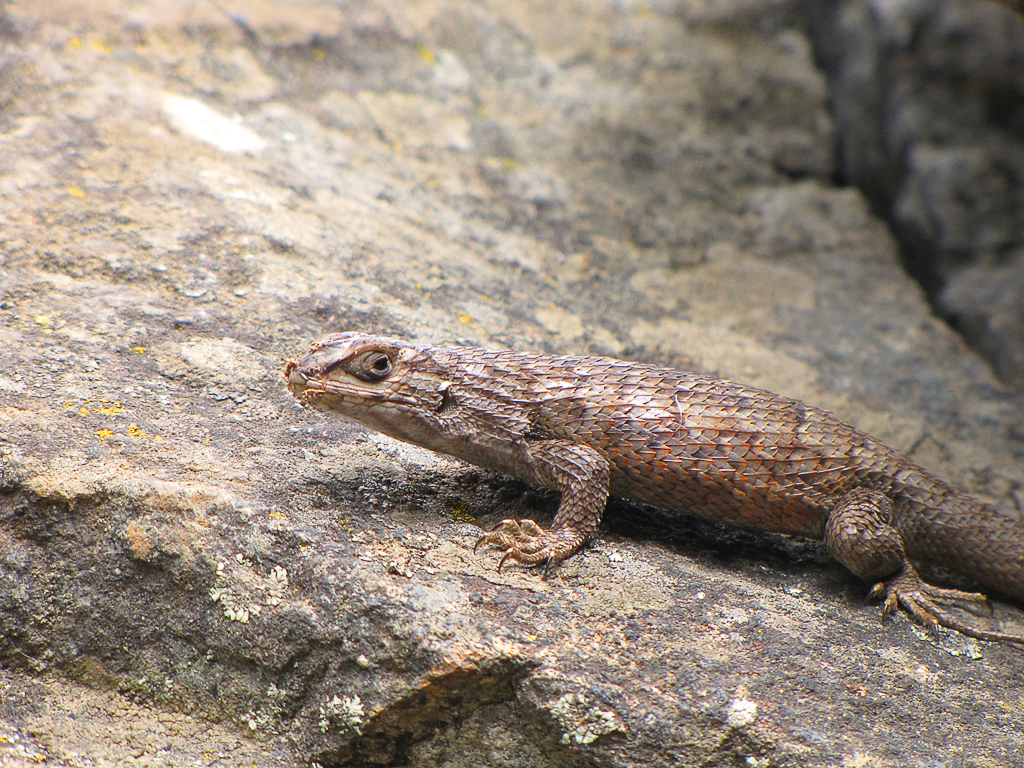
Ein Exemplar von Liolaemus nitidus beim Sonnenbaden auf einem Felsen im Park La Campana

Im Park La Campana existieren viele Arten von Echsen, Eidechsen und Schlangen. Morgens ist es einfacher, sie zu beobachten, denn weil es sich um wechselwarme Tiere handelt, wird man sie am Morgen in einem weniger aktiven Zustand antreffen, wenn sie in der Sonne liegen, um ihre Temperatur zu regulieren. Folgende Arten sind als im Park vertreten verzeichnet, wobei ihre Verteilung sich im Wesentlichen nach der Höhe richtet:

#### Die GattungLiolaemus
- Liolaemus fucus, eine Echse, die zwischen 300 und 1500 m ü. d. M. lebt. Sie misst höchstens etwa 9 cm und ist die kleinste Art ihrer Gattung in Chile.[57]
- Liolaemus nitidus, diese Echse ist wesentlich größer als die vorherige und kann bis zu 25 cm Länge erreichen. Im Park La Campana lebt sie zwischen 900 und 1200 m ü. d. M.[57]

Liolaemus schoederi, eine Echse mittlerer Größe (14 cm), die im Park über 1000 m ü. d. M. zu finden ist. Es handelt sich um eine ovovivipare Art, das heißt, das Weibchen hält das Ei im Legedarm zurück und gebiert schließlich ein lebendes Junges, das jedoch aus einem Ei stammt. Diese Reproduktionsform stellt eine Anpassung an das Gebirge dar.
Liolaemus tenuis ist eine ovipare, bunte Eidechse (das Männchen ist gelb und blau, das Weibchen grau und gelb). Sie ernährt sich von Insekten und lebt in Gruppen aus einem Männchen und mehreren Weibchen, meist unter den Bäumen. Bei Gefahr flieht sie, im Unterschied zur Mehrheit der Echsen und Eidechsen nicht auf dem Boden oder versteckt sich in den Felsen, sondern indem sie auf einen Baum klettert. Ihre Präsenz ist in verschiedenen Höhenlagen, bis zu einer Obergrenze von 1450 m ü. d. M. registriert worden.
Liolaemus monticola, eine Eidechse von etwa 15 cm Länge, die im Park zwischen 800 m ü. d. M. und dem Gipfel zu finden ist. Wenngleich sie nicht ovovivipar ist, legt sie ihre Eier, als Anpassung an die in diesen Höhen herrschende Kälte, in sehr weit fortgeschrittenem Zustand, um die wärmere Jahreszeit optimal zu nutzen.
Liolaemus chilensis, eine insektenfressende Echse von etwa 20 cm Länge, die den Park zwischen 750 und 1100 m ü. d. M. bewohnt.
Liolaemus nigrovirides, eine insektenfressende, ovovivipare Echse, die zwischen 1100 und 1900 m ü. d. M. im Park La Campana, sowie in ähnlichen Höhenlagen in den Anden zu finden ist. Seine wichtigsten Fressfeinde im Park sind der Leguan und der Turnfalka („cernícalo“). Es ist im Park La Campana eine besondere, geographisch eingeschränkte Variante beschrieben worden: Lilolaemus nigrovirides campanae.
Liolaemus lemniscatus. Eine kleine Eidechse von circa 10 cm Länge. Sie zieht Grasflächen auf 200 bis 1000 m ü. d. M. vor.

#### Leguane und andere Echsen
- Callopistes maculatus (oder Callopistes palluma, wie sie zuvor genannt wurde) ist die einzige Art, die in Chile die Familie Teiidae (der in Südamerika viele Arten angehören). Mit ihren 50 cm Länge ist sie die größte Echse im Park. Sie jagt andere kleinere Eidechsen, die Eier und Küken kleinerer Vögel, die Jungen von Nagetieren und auch Insekten.
- Pristidactylus alvaroi ist eine Echse mit großem Kopf, relativ korpulent und etwa 20 cm lang. Es handelt sich um einen oviparen Insektenfresser. Ihre Haut ist gräulich mit braunen Streifen. Diese Echse ist nur in den Südbuchenhainen des Bergs El Roble gesichtet worden (sie ist in dieser Zone endemisch, aber mit anderen Arten derselben Familie in Chile und Argentinien verwandt).[57][58]

#### Schlangen

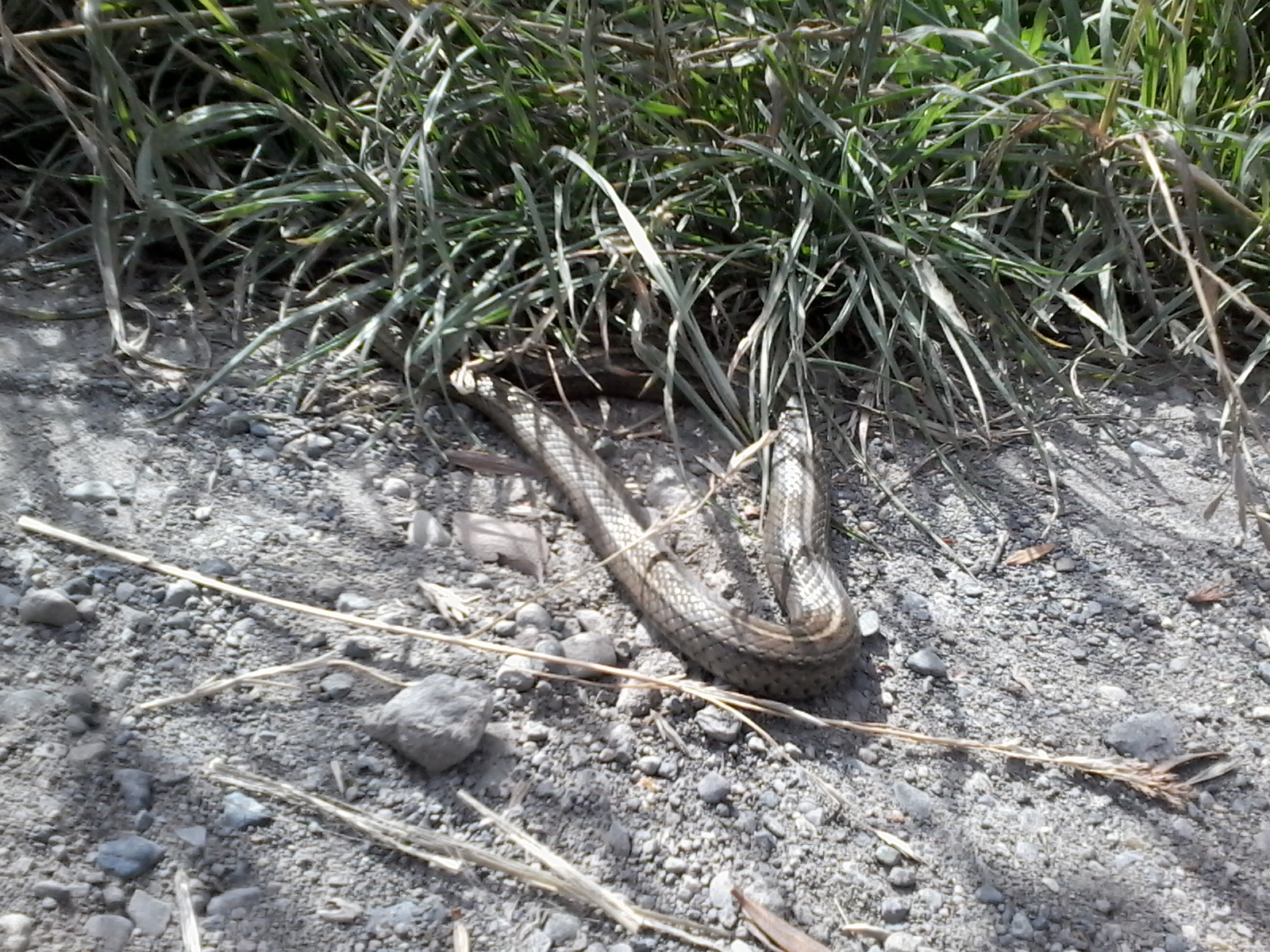
Tachymenis chilensis, die größere der beiden chilenischen Schlangenarten, ist auch im Park La Campana vertreten.

In Chile gibt es nur zwei Schlangenarten und beide gibt es im Park. Sie sind ungiftig, oder genauer ist ihr Gift schwach und nur in den weit hinten gelegenen Zähnen vorhanden, sodass ein kleiner Biss für den Menschen im Allgemeinen ungefährlich ist. Beide Arten leben in ähnlicher Umgebung und ihre Fressfeinde sind auch dieselben: Raubvögel, Marder und Füchse.
- Tachymenis chilensis lokal als „culebra de cola corta“ (Kurzschwanzschlange) bekannt, wird bis zu 60 cm lang. Sie ernährt sich hauptsächlich von kleinen Amphibien und von Insekten.
- Philodryas chamissonis als „culebra de cola larga“ (Langschwanzschlange) bekannt, wird bis zu 180 cm lang. Neben Insekten und Amphibien dienen ihr auch einige Vögel und kleine Nagetiere als Nahrung.

## Kulturverweise
Ein Landschaftsbild des Parks schmückt die Banknote über 5000 chilenische Peso aus der neuen Serie chilenischer Banknoten.